# 服部半蔵 影の軍団
『服部半蔵 影の軍団』（はっとりはんぞう かげのぐんだん）は、日本のテレビ映画による時代劇。主演：千葉真一、制作：関西テレビ放送・東映、カラー16mmフィルム作品。フジネットワークにて1980年4月1日 - 9月30日の火曜日22時から22時54分に全27話が放送された。『#影の軍団シリーズ』の第1作である。

## 服部半蔵 影の軍団

### 概要
伊賀忍者・服部半蔵が影の軍団を率いて、三代将軍徳川家光の急死により、政情が混乱している幼君の四代将軍・徳川家綱の治世に、江戸幕府の老中・御三家間の権力争いや、伊賀忍者と甲賀忍者の宿命の関係が絡み、壮絶な戦いを繰り広げていく物語である。服部半蔵には千葉真一、半蔵を狙う甲賀のくノ一に三林京子、将軍補佐役・保科正之に山村聰を配役した。伊賀忍者が平素に市井で暮らす姿も描き、その正体を知らずに付き合う女性に樹木希林を配したことで、暗闘する忍者が活躍する内容と対照的な場面も見どころとなっている。（⇒ #制作）

### 登場人物
※ ( ) の数字は登場話数。無しは全話出演。1話のみの出演は#エピソードリストを参照。

#### 影の軍団
- 三代目服部半蔵 - 千葉真一

伊賀忍者の頭領。かつては徳川家康から八千石の碌を得ていた服部家だが、10年前に父・二代目服部半蔵が「太平の世に忍びは無用」という理不尽な理由で改易をされてしまったので、権力者を全く信用していない (1)。忍者としてではなく、庶民として市井に溶け込みながらも、一朝ことある日に備え、伊賀忍法を磨き続けており、服部衆にも周知徹底させている (2)。しかし半蔵門に老中の首がぶら下げられ、「三代目服部半蔵の仕業」と濡れ衣を着せられた (1)。自ら保科正之の屋敷に向かい、無実を主張しながらも、あえて火中の栗を拾いにわざと捕らえられ、真相を探ろうとする (1)。いったん脱出したが、再び保科と会い、天下に真実を公表する条件で保科から改めて下手人捕縛の依頼を受け、伊賀衆が生き延びるため、服部衆と共に真相究明に動き出した (1)。これが影の軍団を結成する契機となる (1)。
忍装束では唯一三連星の鉢金付き頭巾を被り、六尺手拭で鼻と口を覆い、忍刀と脇差の柄を併せ持った二刀流 (4, 7, 9, 11, 14 - 16)・手裏剣 (6. 14, 16)・殴打技 (17, 21)・蹴り技を (2, 17. 21)、駆使して戦う。敏捷性もずば抜けており (1 - 2, 8 - 9, 14 - 16, 20 - 21, 27)、騎馬の達人 (1, 7)。土遁 (4)・火遁 (11) も駆使する。地毛は短髪。忍装束のほか、黒い袈裟を身に纏う雲水僧にもなり、梵字が刻まれた仕込み杖を持つ (4)。雲水姿で戦うこともある (1, 3 - 4, 10, 16, 21)。旅に出るときは雲水僧が基本。街中や旅先では編み笠を被る侍へ変わるなど (1, 4, 6)、使い分けている。保科屋敷に赴くときは忍び装束と (1 - 2)、 雲水僧と(1, 14 - 15, 20)、時々で使い分ける。
江戸生まれの服部衆や全国に散らばる伊賀衆から“三代目”として、老齢の伊賀衆からは“恩納 服部半蔵”と云われた初代服部半蔵の生き写しと崇められている (15)。“不可能を可能とする”のが生き甲斐 (1, 8)。父の命日に菩提を弔うが、甲賀組はこの機に乗じて襲撃してくるものの、この日だけは殺生をしないと決めている (4)。身勝手な行動をした従妹・黒文字のキララには「刃の下に心。これすなわち忍び也」と諭している (9)。お甲の妹・お菊が「父の仇の忘れ形見」と短剣を刺してきたときには躱さず、刺されており、「忍びの定めとはいえ、親を亡くしたこの悲しみはよくわかる。おれの流した血でおまえたち姉妹の恨み心が贖えるとは思えないが、（お梅が拐かされたまま）いま死ぬわけにはいかない」と発してる (10)。人質となっていたお梅がお甲のおかげで無事帰ってきたので、決闘に行く理由は無くなったものの、お甲やお菊とは何らかの決着をつけねば、この件は終わりにできないと、甲賀組の罠が仕掛けられているかもしれない桔梗ヶ原に単身で向かった (10)。
頭領として普段は冷静沈着な行動をするが、幼馴染の浦戸伊三郎を強引に下山させなかったことを後悔し、結果的に夜叉神党に殺されたことを後悔し、単身で敵陣へ向かい、仇討ちを果たす激情的な面もある (11)。服部家の再興を考えていないことで、伊賀衆に苦労させていることを慮っている (11)。影としての忍びから離れ、庶民として生きていきたい者たちにはその意思を尊重し、伊賀衆から抜けさせている (11)。この考え方は甲賀忍者にも影響を及ぼし、長崎の隠れ忍・不知火が (6)、くノ一・お甲や (10)、甲賀組から離れることとなる (6, 10)。一方で抜けるにしても仲間を殺した身勝手な伊賀衆には、容赦なく決して許さない (17)。
権力を守るために庶民を苦しめることを決して許さず、そのために幕府と対立することも厭わない (8 - 9, 16, 20)。大奥最高位の悪行を暴こうとし、保科が力づくで半蔵を一旦制止したが、奥女中たちの恨みを無念に思う半蔵は従わず、服部衆と共に大奥へ忍び込み、容赦なく主犯を葬った (8)。酒井忠清の卑劣な罠に怒り、甲賀組頭・水口鬼三太同様、斬ろうとするが、これは保科の説得で思い止まった (9)。藩のお家騒動に関わるつもりは無く、保科の依頼を断るが、下々からよんどころない事情を聞かされると、助けようと果敢に動く (16)。権力の片棒を担ぐのではなく、庶民を第一に優先し、行動する (16, 19)。
幼君家綱が拐かされたとき、保科から「幕閣・御三家は野望の虎の集まり。このままでは虎共が殺し合いをし、天下が乱れに乱れる。幼君を救出してほしい」と頼まれるが、「江戸城は虎の巣。寄ってたかって、おれの親父は食い殺された。いまこそ、虎狩りができる」と冷徹に言い放つ (14)。それでも頼む保科に「太平の世に服部の忍法は危険な存在と言ったのは誰だったのか。親父殿を謀反人にしたて、葬り去ったのは誰だったのだ。将軍家光ではなかったのか。野望の虎の幕閣共ではなかったのか」と突き放しながらも、幼君が頼ってきたことを思い出し、救出に向かった (14 - 15)。
平素は神田の湯屋「雉の湯」の主人・半さんとして暮らしている。雉の湯は服部衆の本拠でもあるため、隠し部屋や敵を撃退させるための罠、武器が備えられている。半さんでは後頭頂部に髷を結った鬘を被っている。負けてばかりいるものの将棋が大好きで (2, 12)、どんちゃん騒ぎを好み (5)、腕っぷしが弱い(1. 12)、などのどこにでもいる町人を装っている。湯を沸かず薪は自ら率先して拾い集めている (3)。
- 瓢六 - 高岡健二 (1 - 20, 22 - 27)

変装の名人で、風貌だけでなく、声色を替えて化ける (1, 4, 6, 12, 23)。保科正之 (1)、公家 (4)、長崎奉行所同心 (6)、土蜘蛛の八兵衛 (12)、半さん (23)、らに変装した。服部衆の本拠である雉の湯にいることから、服部衆への繋ぎは瓢六の担当で (1, 5)、三代目服部半蔵の随行もする (16)。忍びの掟を頑なに守り、普段の鍛錬も欠かさない (5)。小さな音に気付く耳を持つ (12)。両腕の長さの縄をムチのように振り回し、石仏を斬り (5)、スイカを手刀打ちで割れる (14)。
お甲には痛い目に遭っており、酒井屋敷に忍び入ったが追手に斬られ、逃げていたところを助けられるが、入手した覚書を奪われる (3)。京では公家の変装を見破られ、窮地に追い込まれた (4)。幼馴染のお夕と恋仲でありながら、掟にこだわった瓢六に対し、亡骸を預かったお甲に「くの一と言えども女。なぜ、抱いてあげなかったの？」と諭されている (5)。お夕の敵討ではムチを振り回し、敵の刀を抑え、たた斬った (5)。
大八から「堅物で女のことをわかっていない」と見られており (5, 8 - 9, 12)、半蔵が影として目5立った動きをさせぬよう、瓢六と大八が吉原遊廓へ行くことを禁じ、大八はとても残念がったのに対し、瓢六はさして気にもしていない (12)。高野聖との戦闘で背中に深手を負い紀州へ向かえず (15)、安中藩のお家騒動では (16)、独りで雉の湯に残っていた (15 - 16)。徐々に堅物から妙齢の女に興味を示すようになり (19)、里隠れの後家に言い寄るようになった (22)。
平素は雉の湯の奉公人で釜炊き。おりんや大八から「ひょうろく玉 (12 - 13)」と呼ばれることもある。雉の湯の女中・お梅を好きになり、半蔵の仲人で祝言をした (27) 。
- お霧 - 長谷直美 (1 - 2, 4 - 24)

服部衆のくノ一。江戸生まれ (15)。男に引けを取らない忍術の使い手。頭領に無礼を働く者は、たとえ三代目服部半蔵の従妹であろうと、容赦なく押さえ付ける (9)。推理力もあり、土蜘蛛党と南町奉行所の繋がりを看破した (12)。一方で御子神お竜の妖術にかかり、服部衆の素性を無意識に話してしまった結果、大八は瀕死の重傷を負い、二代目服部半蔵の右腕と云われた弥七のとっつあんを死に追いやり、その責任を痛感し、単身で御子神一族のアジトへ斬りこみをかけている (13)。半蔵たちが駆け付けても、お竜は自分が討ち取ると言い、「目を見るな」という指示を守って討ち取った (13)。
旅先では町娘と (6)、男装の茶筅髷を使い分けている (16)。長崎の里隠れ・源次に惚れられ、最初は相手にしていなかったが、お霧を庇って撃たれた源次に「先を約束した男がいるのか」と今わの際で言われ、「そんな者いるわけないでしょ」と返事をすると、笑いながら死んでいった源次にむせび泣いている (6)。
保科正之と仲違いをしていた息女に「あんたのおとっつあんだろ」と背中を押し、仲の修復をした (7)。私情を持ち込まない服部衆の掟を理解しているが、おとこ髪の結いを教わった金次が不審死を遂げ、恩義のある兄弟子の死の真相を探るため、半蔵の許可を得て、“髪結いの霧吉”と男装し、武家屋敷や大奥へ上がっている (8)。幼君家綱が拐かされた時は、お楽ノ方の側女中として大奥へ入り、御台所孝子が関っていることを明るみにし、その手口を調べ上げた (14)
大坂・堺の里隠れである次郎三郎兄弟と幼馴染で、次郎とは親同士が決めた許嫁だが、三郎と恋仲であったが、命を救ってくれた浪花屋に恩義を抱き、配下になっていた (17)。伊賀衆を殺して裏切る気配がある兄弟を半蔵は斬る決意をし、お霧を外そうとするが、任務をやり遂げると返答 (17)。浪花屋の人質となっていた上州屋の娘を助け出したが、伊賀を抜ける決意をしていた次郎に斬りかかられ、お霧を庇った三郎が死んでしまい、悲嘆にくれる (17)。
平素は髪結いとしておりんの店で働く。おりんが四六時中、半さんを追いかけまわすことにあきれながらも (1, 6)、おりんの半さん好きが度を越えると、半さんを渡すまいとし、取り合うこともある (5)。
男装して“役者・霧太郎”として舞台に上がったことが縁で、薩摩藩士の息女に惚れられてしまう (24)。この娘を救うため、蔵の火薬に火をつけて爆死する (24)。
- 大八 - 火野正平 (1 - 5, 7 - 23, 27)

小頭で (13, 16)、特技は火薬を駆使した遁術。常に新しい火薬を開発しており (1)、音がしない火薬や踏んづけたら爆破する火薬も作り上げる技術を持っている (4)。3年前に三代目服部半蔵を頼って、伊賀の里から江戸へ来て、そのまま服部衆となる (9)。半蔵が大火で囲まれた時、土遁で身を躱す半蔵の手助けをし、火薬を投げ続け、消化した (4)。身は軽く、刀を使わずに殴打技・蹴り技で戦うことが多い。
観察力は鋭く、半蔵の幼馴染で大八の兄貴分でもある浦戸伊三郎が夜叉神党に連行され、覆面を被せられていた伊三郎とすれ違うが、その繋ぎを見逃さない (11)。甲賀屋敷の前で叩き売りをし、情報収集もする (20)。敵の術中に嵌り、自ら不幸にした奥女中を心底すまないと思い、その黒幕である大奥に半蔵が歯向かう姿勢を見せると、保科正之の忠告や甲賀組の備え、お霧が人質になっていることを危惧した瓢六や喜平次が躊躇するなか、「不可能を可能にするのがおれたち影」と真っ先に賛同する気概もある (8)。
大道で売っていた千金丹を甲賀組に毒とすり替えられ、百姓が死亡し、濡れ衣で拷問をかけられた (9)。土蜘蛛党との関係があると疑われている岡っ引の娘に一目ぼれしたこと、土蜘蛛党に捕まり、その娘と共に樽に土を流され、危うく窒息死かけたが、半蔵が樽を一刀両断したことで救われた (12)。何度も女性絡みで危機に瀕したことで、服部衆として「影はあくまでも影。光に成れない」の矜持を再認識する (12)。
平素は赤い鉢巻・法被を着る香具師で、ガマの油売り。「春は弥生、落花の形。飛騨の暮雪は雪国の形 (1)」「音に聞こえた名刀村正の弟、村々（むらむら）。この恐るべき切れ味の短刀、さーてこの和紙にすっと当てると、一枚が二枚。二枚が四枚。四枚が八枚。八枚が十六枚。十六枚の後は…、各々計算するように！春は弥生、落花の舞 (11)」「寄ってらっしゃい見てらっしゃい。山奥に二十数年立て籠り、研究に研究を重ね、改良に改良を重ねた結果、やっとできたこのガマの油 (17)」「鏡に映ったガマが、余りの己の醜さにハッとして、たらーり、たらーりと脂汗。その油を取り集め、三年三月煮込みに煮込んで (20)」などの口上がある。千金丹という薬を売ることもあるが、「千金丹は毒にも薬にもならないで有名」と嘯く (9)。大道商いは子供達の時間つぶしの場でもある (5)。
積極的に女へ言い寄るスケコマシだが、女からも言い寄られてモテている (16)。雉の湯にしょっちゅう出入りし、そのたびに女湯を覗くが、天性の人たらしで憎まれていない (2, 4, 9, 11, 16, 21)。しかし湯屋で働くお梅や (2, 4, 11, 16)、その場に居合わせたお霧に (21)、覗きを怒られるのは日常茶飯事である。男女の出会いと別れは弾みで、弾みと弾みで契りを交わすという考えを持っている (9)。
- 喜平次 - 春田純一

江戸生まれ (15)。平素は鳶職で、鍛錬も兼ねている。忍刀を逆手に持って戦う。三代目服部半蔵に随行することもある (4, 21)。頭領に無礼を働く者は、たとえ半蔵の従妹であろうと、容赦なく押さえ付ける (9)。跳躍力に秀でており (4, 14, 16)、足が速く (17)、蹴り技も繰り出し (4, 12, 16)、乗馬もできる (9)。旅が好き (3, 5)。瓢六と大八が土蜘蛛党と南町奉行所にマークされた時は、半蔵の命で雉の湯を土蜘蛛党から守り、単身で暗闘をしていた (12)。高野聖との戦いでは、罠が仕掛けられていることを想定されながらも、果敢に竹竿を使って跳躍し、最初に突撃している (14)。京之介を救出するために刀傷を負い、大八に抱えて戻ってきたが、京之介の危機に再び出動できる、回復力のある身体の持ち主 (19)。
大工仲間の扇太郎が、おこいと祝言を挙げたときは、喜び祝っていた (19)。里隠れのくノ一と農民夫婦に化けたのが縁で「生きている証がほしい」と懇願され、契りを結ぶが、彼女は討ち死にしてしまった (22)。甲賀組との戦いで、片思いのお梅の救出と雉の湯を爆発させないために、甲賀が仕掛けた火薬もろとも爆死した (27)。
- 津々美京之介 - 西郷輝彦 (1 - 2, 8 - 9, 18 - 19)  ※特別出演

三代目服部半蔵と並ぶ伊賀の上忍の出自で、軍団の参謀。忍装束では、半蔵か被る頭巾とは異なる鉢金無しの頭巾を被っている。薬草や (18)、毒物に (9, 19)、詳しい。半蔵とは「京さん」、「半さん」と呼び合う仲。
半蔵自ら、保科正之の屋敷へ出頭後、捕縛されて戻ってこないため、代わって服部衆の指揮を取り、半蔵を救出した (1)。半蔵の幼馴染である下柘植の大猿も京之介には一目置き (2)、天魔一族からは半蔵と京之介が伊賀忍者の両輪とみられているが (18)、京之介は半蔵を伊賀衆の頭領として立てている (1 - 2, 9)。半蔵とは兄弟分のような間柄で半蔵が人情家であるのに対してクールな人柄であるが、凶変動乱が続くことに「半さん。いよいよ、おれたちの世の中が来たようだな」と昂る一面を見せ (1)、非道な行状には怒りを滾らせる熱い面を持っており (8, 19)、庶民を虐げる政道には歯向かうことを辞さずという根本的な考え方は、半蔵と全く同じである。
讃岐屋の息女が中絶を頼んできたときにその事情を聞かず断ったことから、讃岐屋親子が無理心中したことに心を痛め、その真相を知ると解決のために自らおとりとなって甲賀組の銃弾を受け、半蔵たちが大奥へ忍び込む手助けをした (8)。
平戸での学友・平賀隆光が蒲生藩の改易で徳川幕府に復讐を誓い、大奥で庶民を犠牲にする悪行の限りを尽くしていた (19)。白日の下に晒そうと危険を承知で潜入したが、烏頭と阿片を混ぜた毒を盛られて瀕死となる (19)。歯に隠していた毒消しで一命はとりとめたものの、完全に回復できず、危ういところで半蔵たちの救出が間に合い、隆光を自ら成敗した (19)。
平素は医者で、長崎や平戸で学んだ医学を活かし (19)、庶民の医療に尽力 (1)。瓢六は「京さん (1)」、お霧は「京之介様 (1)」、大八と喜平次は「せんせい (8, 19)」と呼び方は異なるが、隠れ里の伊賀衆や (18)、町中では (1, 8)、「せんせい」と呼ばれている (1, 8, 18)。

#### 伊賀衆
- 美和 - 田中綾 (14 - 15)

幼君家綱の側にお仕えする奥女中 (14)。家綱と共に高野聖に拐かされた (14)。父は保科正之に仕えた伊賀忍者で、幼い頃に分かれた兄がいる (15)。

#### 甲賀組
- お甲 - 三林京子 (1 - 6, 8 - 10, 20 - 21, 25)

甲賀のくノ一。育ての親で (3)、公儀御庭番甲賀組頭領・水口鬼三太の命で雉の湯へ女中として働き (2)、三代目服部半蔵の内情を探ろうとするが、すぐに半蔵や津々美京之介に素性を見抜かれ、雉の湯を去ることとなる (3)。それでも瓢六からは正体を見抜かれずに信用され、お霧への書状を預かった (3)。
父親・多羅尾弥平次が二代目服部半蔵に殺された恨みを抱いており (1)、父の仇として三代目半蔵を付け狙い続けていく (3)。しかし半蔵の行動や人柄を知るにつれ (4 - 6)、また一条ノ局が大奥最高位を利用して悪行三昧なのを、庇う甲賀組頭領・水口鬼三太の姿勢に疑問を抱くようになる (8)。そして半蔵の「仇を子孫まで持ち越すのか？」「過去の因縁にこだわっているのか？」という問い続けに (3 - 4, 6)、忍びとしての己と半蔵に惹かれていく女との葛藤の狭間で揺れ動くこととなる (8 - 9)。ついに半蔵を愛する気持ちを隠せなくなり (10)、おじさんと慕っていた長崎の隠れ忍び・不知火が半蔵の手引きで義理の娘・おそののために抜け忍になったこと (6)、妹のお菊をくノ一にしたくないという思いから (10)、暇をもらいたいと鬼三太に頼むが、認められず、甲賀組の掟に逆らわず、仇を討てと強要された (10)。そのため雨中で半さんを待ち、「こんな機会がもっと早く会ったなら…」とサシで飲み、「次会うときは決闘」と言い残して去った (10)。
お梅が拐かされ、甲賀組屋敷に閉じ込められていることに驚き、一存で逃がす (10)。水口兄弟を「甲賀組の誇りを忘れた卑怯者」と罵り、半蔵は必ず来ると言い切った (10)。妹・お菊を伴い、鬼三太と3人で半蔵と戦うが敗れ、鬼三太は重傷を負うが、お甲は半蔵に「いつまでも恨み続けて何になる」と諭され、ついにお菊と共に甲賀組を抜けた (10)。
武芸にも優れ (21)、瓢六の変装を見破る観察力を持つ (4)。美人なので大八や (2)、公家の東大路公房に言い寄られていた (4)。
水口鬼四郎率いる甲賀の追手を退けながら、瀕死の重傷を負った半蔵を救うが (21)、酒井忠清が保科正之と幼君家綱を抹殺するために仕掛けた「からくり天井」の陰謀を防ぐため、半蔵に代わって身を挺したために絶命した (25)。
- 水口鬼三太 - 菅貫太郎 (1 - 3, 5 - 10)

公儀御庭番甲賀組頭領。10年前に改易された服部家に代わり、御庭番となる。幕府に忠義を尽くす鬼三太だが、今の地位を守ることに汲々としており (1, 8)、三代目服部半蔵からは「忍びの誇りを捨てた幕府の犬」と蔑まされている (1)。服部家の復権を恐れるあまり、幕閣に伊賀衆の殲滅を主張するが、保科正之から「半蔵に謀反の動きはない。野に眠れる虎（半蔵）を目覚めさせることがあれば、鬼三太の責任でその罪は重い」と警告されている (2)。保科は鬼三太の出過ぎた行動に業を煮やすようになり、朝廷に不穏な動きが目立ち始めた頃、公儀御庭番の甲賀組ではなく、半蔵に事件解決の依頼をするようになる (4, 9)。
お甲の育ての親 (10)。お甲が半蔵に惹かれていくことを気づき始めているが (3)、お甲に自分の女にしようという下心がある (3, 5, 9 - 10)。街中では編み笠を被った武士に扮している (2, 9)。
保科の失脚を目論む酒井忠清に近づくが (7, 9)、実際は保科と酒井を両天秤にかけており、権力の落ち着く先が決着するまで、両方つかず離れずが甲賀組の生きる道と考えている (9)。
酒井の後ろ盾で卑劣な罠を服部衆に仕掛けたが、半蔵は影の軍団と共に逆襲 (9)。水口は破れかぶれで半蔵に決闘を仕掛けたが、半蔵は水口の水平斬りを躱し、前宙1回転捻りしながら水口の右腕をぶった斬る (9)。「止めを刺せ」と連呼する水口に半蔵は「貴様に相応しく、生き恥を晒すがよい」と突き放された (9)。飛び道具が撃てる義手を装着し、お甲を連れて半蔵に再び決闘を挑むが返り討ちで重傷を負い、弟の鬼四郎に「兄者。往生するがいい」と刺されて憤死する (10)。
- 弥藤次 - 宮口二郎 (1 - 2)

公儀御庭番甲賀組の忍者で水口鬼三太が信頼する配下。鬼三太の命で江戸の町に潜む伊賀衆を探索 (1)。甲賀組を襲う伊賀忍者・下柘植の大猿と暗闘するが、討ち取られる (2)。
- お菊 - 島田歌穂 (8, 10, 20)

お甲の妹。生来の盲目だが、聴覚はとても鋭敏である (10)。くノ一ではないが、甲賀衆という意識から、礫を手裏剣にして、川魚を狙う鍛錬をしている (10)。10年間、甲賀の里にいたが、甲賀組頭領・水口鬼三太の計らいで江戸の甲賀組屋敷に引き取られ、お甲とも会えるようになった (10)。父親・多羅尾弥平次の仇討ちで「父の仇の忘れ形見」と三代目服部半蔵を刺している (10)。そして姉のお甲、鬼三太と共に半蔵へ改めて決闘を挑むが敗北 (10)。その後、お甲と共に江戸を離れるが、半蔵が遠くから見送っていたことに盲目ながら感じ取り、そしてお甲が半蔵に惚れていることも気づいた (10)。
弥平次が西条藩に忍んでいた時、当主・一柳家から赤子を預かり、お甲の妹として育てられた。やがて一柳家の血筋が絶える危機が訪れ、保科正之をお菊を一柳家へ戻そうと目論み、その騒動に巻き込まれていく (20)。
- 水口鬼四郎 - 石橋蓮司 (10, 20, 27)

鬼三太の舎弟 (10)。三代目服部半蔵に右腕を切断された兄の落ちぶれを予見し、失脚している酒井忠清とも繋ぎを取るなど (10)、新生甲賀組の準備をしている。街中では編み笠を被った武士に扮している (10, 20, 27)。
半蔵と伊賀衆への敵愾心はとても強く、直接決闘を挑む (10, 20)。一方で、兄・鬼三太は公儀御庭番としての節度はあったが、鬼四郎は何のかかわりもないお梅を拐かす、決闘場所に手勢を多く忍ばせているなど、手段を選ばない企ては、兄以上に卑劣で残忍である (10)。規律を軽んじる下忍には、容赦なく厳しい (10)。
半蔵とお甲・お菊姉妹が対面し、お菊のみが刃を半蔵に向けたが、お甲は全く戦う素振りをしなかった現場を鬼四郎は目撃 (10)。お甲が半蔵に惚れていると見抜いた鬼四郎は、お甲に溺れる兄を軽蔑することとなる (10)。そして半蔵に敗れた鬼三太を容赦なく、刺殺した (10)。
兄の跡を継ぎ、公儀御庭番甲賀組頭領となる (20)。服部衆の殲滅、抜け忍となったお甲・お菊姉妹の抹殺に執念を燃やす (20 - 21)。全国に散らばる伊賀の隠れ里を襲撃し、雉の湯へ報告に上がった伊賀衆を尾行して、 半蔵の拠点を突き止め、攻撃するが、半蔵に返り討ちに遭う (27)。

#### 徳川将軍・幕閣とその配下
- 保科正之 - 山村聰 (1 - 5, 7 - 9, 14 - 15, 17, 19 - 20, 22, 24 - 25, 27)

5歳で四代将軍に就いた徳川家綱の補佐役 (1)。先代将軍家光の異母弟で会津宰相 (3)。老中筆頭・堀田正盛の暗殺事件で、三代目服部半蔵と出会う。一分の隙もなく控えめながら堂々たる半蔵の態度にほれ込み、堀田暗殺事件の真相究明を公儀御庭番甲賀組ではなく、半蔵に依頼した (1)。事件は解決し、保科は半蔵の実力と手腕を高く評価。「片腕になってほしい」と申し入れるが、半蔵に「飼い犬になる気はない。どうせまた利用され、捨てられるのが目に見えている。影として影の思惑のままに動く。志が相通じれば、時としてあんたと手を組むこともあるだろう。また敵に回して争わねばならないこともあろう」と断られる (1)。
幕府の安泰と安寧を最も重視しており、そのためには小異を捨てる非情な一面を持つ政治家 (3, 7 - 9, 19)。半蔵は保科の依頼を引き受けるときもあれば、保科の思うような解決をせずに反目し合うなど (7 - 9, 20)、その時々の関係を保科と築いていく。保科が高遠藩主だった時、城を明け渡さない前藩主の榊原一族を処刑にし、これに息女・おえんが反発し、屋敷を出て行かれたが、内心はとても心配している (7)。
- 紀州頼宣 - 成田三樹夫 (1, 14 - 15)

徳川御三家・紀州藩の藩主。将軍職に就こうと企み、一ノ院浄空を使い、幼君家綱を誘拐させた (14)。「幼君は病気」と時間稼ぎをする保科正之に対し、心配を装いながら「先行きが不安」と正之を糾弾 (14)。内心は「次期将軍は自分」とほくそ笑んでいる (14)。
- 酒井忠清 - 金子信雄 (1, 3, 7, 9, 25)

幼君家綱体制で次席老中だったが、堀田正盛亡き後、筆頭職に就任 (3)。幼君徳川家綱を意のままに操るため、藩の取り潰し (3)、保科正之の娘を利用 (7)、伊賀衆を謀反人にでっち上げ、三代目服部半蔵と繋がりがある保科正之の失脚を謀ると (9)、次々政権掌握を狙う。目の上のたん瘤で政敵の保科を家綱共々暗殺しようと「からくり天井」を仕掛けた (25)。半蔵は「酒井に温情をかけることは必ず後悔することになる」と初めから保科に忠告していたが (3)、その後、保科は幾度となく酒井の企みで窮地に陥れられる (7, 9, 25)。
水口鬼三太率いる公儀御庭番甲賀組を私兵にしており (7, 9)、鬼三太からは「御前」と呼ばれている (9)。鬼三太を斬った半蔵は陰謀の主犯として酒井も斬ろうとしたが、保科が「天下の御政道には、意見の異なる御仁もまた必要な時がある」と身を挺して止めたことで命拾いをするが、保科に「しばらく静養するがよかろう。大人しくな」と老中職を辞するよう仕向けられた (9)。
- 徳川家綱 - 上田孝則 (1[注釈 2], 14 - 15, 25)

僅か5歳にして四代将軍となる (1)。幼子ながら、三代目服部半蔵を信頼している (14 - 15)。
- 生駒春緒 - 犬塚弘 (1, 6 - 7, 16, 27)

保科家の側用人。三代目服部半蔵は「保科正之の懐刀で食えないとっつあん」と評している (6)。保科と娘が仲違いをした時に、半蔵に助けを求めた (7)。保科に代わって呼び出したり (6)、依頼することもある (16)。水口鬼四郎の策略にハマり、服部衆を窮地に陥れてしまい、自らの命で償う (27)。
- 一ノ院浄空 - 松橋登 (14 - 15)

紀州頼宣の子飼いで高野聖で、外道衆の親玉。御台所孝子を凋落し、幼君家綱を誘拐する (14)。神田界隈を輿に乗り、練り歩いていた時は、おりんやお梅から追っかけられていた (14)。頼宣に雇われているが、和歌山城で幼君家綱を殺すことにより、頼宜を犯人とし、一方で孝子に自分の子を産ませ、将軍職を奪おうと企てたが、三代目服部半蔵にその陰謀を見抜かれ、家綱を奪還後に斬殺された (15)。

#### 大奥
- お楽の方[注釈 3] - 橘麻紀[注釈 4] (1)・岩井友見[注釈 4] (14 - 15)

三代将軍家光の側室。家綱の生母。大奥に忍び込んだ三代目服部半蔵だが、幼君から「半蔵が助けてくれた」と言われ、全幅の信頼を寄せている (14)。
- 矢島ノ局 - 奈三恭子 (1, 14 - 15)

お楽の方付の侍女。
- 御台所孝子 - 三浦真弓 (8, 14 - 15)

前将軍家光の正室。公家の血を嫌う家光に顧みられなかった憎悪から、幼君家綱体制を崩壊させようと企む (8, 14 - 15)。その意を汲んだ京都時代からの側近・一条ノ局は、大商人を父に持つ奥女中に不義密通を捏造し、次々と大金を巻き上げる事件が頻発 (8)。その大金を幕閣にバラマき、世継ぎ・家綱と母・お楽を追放し、新将軍には京都から親王を迎えようと目論んでいた (8)。一条ノ局の悪行を見て見ぬふりしてきた孝子に、三代目服部半蔵は面と向かって「もっとも卑劣なのは御台所、あなただ」と言い放ち、痛いところを突かれた御台所は怒りのあまり、扇子で半蔵を叩こうとするが、腕を抑えられ、なすすべ苦も無く引き下がる (8)。その後も家綱を憎悪して虐め続け (14)、その孤閨を紀州頼宣の配下・一ノ院浄空に付け込まれ、溺れていく (14 - 15)。半蔵に家綱の拐かしに関わっていることを追及されても、開き直り、「斬るがよい。その代わり家綱は生きて戻れぬ」と挑発をした (14)。

#### 市井の人々ほか
- おりん - 樹木希林

雉の湯の近隣に髪結床「おりん」を構える髪結い。情に厚く、面倒見が良い (2 - 3, 8, 10)。雉の湯の半さんに岡惚れしているので、頻繁に雉の湯へ出入り・差し入れをしているが (2, 4, 7 - 10, 14 - 17)、三代目服部半蔵と全く気付いていない。雉の湯の手伝いも頻繁にし、半さんが自分を娶るためと思い込んでいる (14, 18)。半さん一途なので、お梅と痴話喧嘩になるのは日常茶飯事。半さんと関わる女はみな恋敵と思っており (5, 11, 16)、お霧とも半さんを取り合う始末である (5)。半さんが浦戸伊三郎の妻・お美代を預かるよう頼んだ際に乗り気ではなかったが、半さんから一緒に住む可能性を匂わされて、慌てて受け入れた (11)。
半蔵がいなくなるたびに旅先の女と関わっていると勘違いし、常にハラハラしている (4 - 6, 11, 15)。それなりに怒る時もあり、お甲が雉の湯から追い出されたと勘違いし、「はんぞぉー」と怒鳴りながら雉の湯へ殴り込み (3)、安中藩の腰元と懇ろになったと勘違いし、正拳で半さんの腹を叩いたこともある (16)。
甲賀組には頻繁に利用されており、お甲に騙され、雉の湯で働けると紹介 (2)。おりんを追い回すおかまの役者に化けている甲賀忍者 (7)。自称・半さんの身内と言い、お梅と張り合ったことで、同心に化けた甲賀忍者に気絶させられる (10)。などに巻き込まれている。そのお梅が誘拐から無事戻ってくると抱き合って泣きながら喜んでいたが、半さんが駆け付けるとおりんは吹き飛ばされ、お梅は「だんなさまー」と半さんに泣きながら抱きついた (10)。その姿をみたおりんは、瓢六に抱きつき、泣き出した (10)。このほかにもどさくさに紛れて半さんに抱きつく気満々で、大坂の豪商に半さんが婿養子で行かないと安心し、抱きついていたが、気が付いたら瓢六に変わっていたので「まるで忍者みたい」と吃驚している (17)。
半さんに入れたお茶を京之介に飲まれた時は、京之介に全く興味がなかった (8)。いい男にはすぐ目移りし、一ノ院浄空を見て「半さんとは月とスッポン」と言い切り、お梅から軽蔑される (14)。京之介と仲人をしたことがきっかけで、京之介にも色目を向けるようになる (19)。京之介が隆光の罠に乗るため、おりんを逢引に誘ったことから勘違いをし、半さんと両天秤をかけている (19)。
大工の兄がいる (25)。半蔵が伊豆へ旅した時は (26)、追いかけてきた。
- お梅 - 栗田洋子 (1 - 5, 7 - 27)

雉の湯の女中。仕事そっちのけで将棋に夢中の主人・半さんにいつも困っている。しかし半さんが大好きで、ゆくゆくは妻になろうと想っている (9 - 10)。同心・平野甚五兵衛に言い寄られ、日本刀で脅されても、健気に拒む (1)。
半蔵がいきなり消えてしまうので (3 - 6, 11, 16)、雉の湯を一人で切り盛りすることは日常茶飯事。票六も消えてしまうと (4 - 6, 11, 16)、店はてんてこ舞いとなる。それでも客の背中を流すなど、仕事には一生懸命である (15)。
おりんとは会うたびに半さんの取り合いで、入り口の番台で必ず痴話喧嘩となる。「うちの旦那様に色目使わないで (9)」「娘の成りそこない (9)」「旦那様なら、いません (10)」と、おりんに必ず釘を刺す (9 - 10)。常連客から「半さんと一緒になればいい」と異口同音に言われ、その気満々になったところを、おりんに「おまえは若いし、男を知らないから止めておけ」と横やりを入れられ、またも痴話喧嘩を起こす (14)。
半さんの身内と公言しているため、甲賀忍者に拉致され、半蔵を誘い出す囮にされた (10)。囚われの身の時に、甲賀忍者・茂丸から手籠めにされかかるが、お甲に助けられる (10)。「旦那様のためなら、喜んで死んでやる。殺したければ、殺せ」と言い放ち、お甲は「半蔵に惚れているんだね」と見透かされた (10)。お甲が正々堂々と戦いたいという思いで、お梅を解き放ち、雉の湯へ帰ることができた (10)。
姉が巻き添えで殺されてしまう (23)。役者として舞台に上がり、人気もある (24)。甲賀組が雉の湯を襲撃したときに大怪我をし、その時に半蔵たちが伊賀忍者であることを初めて知る (27)。影の軍団が甲賀組を倒した後、半蔵が仲人なり、瓢六と祝言を上げた (27)。
- 瓦版売り - コメディNo.1 (12 - 13)

大江戸八百八町で発生する事件を瓦版で売っている。瓢六と大八が盗賊6人を捕まえたことを、いち早く瓦版で取り上げたことが、二人を窮地に追い込むこととなる (12)。
- ナレーター - 小池朝雄 (1 - 20, 22 - 23, 25 - 27)

- JAC - 酒井努、崎津均 (1 - 2, 10 - 12, 14 - 19)、黒崎誠輝 (1 - 14, 16 - 19)、横山稔 (1 - 4, 6)、関根直秀 (3 - 4, 6)、稲田龍雄 (5, 7 - 15, 17 - 19)、村上潤 (5, 7 - 9)

### エピソードリスト
※ゲストはクレジットタイトルに役名表記された出演者のみ記載。複数話に登場する人物は、演じる俳優が異なっていても#登場人物に表記。各表の下にその回のストーリーを載せる。
| No. | 放映日        | サブタイトル     | 監督     | 脚本              | ゲスト |
| --- | ------------- | ---------------- | -------- | ----------------- | --- |
| 1   | 1980年 4月1日 | 虎は嵐に爪をとぐ | 黒田義之 | 山田隆之 中里峰行 | 水戸光圀（久米明）、阿部重次（神田隆）、お佐和（水原麻記）、尾張光友（林彰太郎）、平野甚五兵衛（岩尾正隆）、堀田正盛（永井秀明） |

慶安四年、四代将軍・徳川家綱の治世になっていたが、家綱は僅か五歳。そのため、御三家・幕閣が盛り立てる決定が成された。一方、父・二代目服部半蔵が理不尽な理由で改易されて10年。三代目服部半蔵は幕府新体制の暗雲を予見しながらも「先代の時と同じように、どうせまた利用されるだけ。同じ轍は踏まない」と権力に距離を置いていた。服部家の再興を全く考えていない半蔵は「影はあくまでも影。光にはなれん。それが運命なら、影として自由に行きたい。そして徳川の天下を影から操ってやる」と誓い、神田の雉子湯を営む庶民の半さんとして、市井に潜んでいた。そんなある夜更け、筆頭老中・堀田正盛と幼君家綱補佐役・保科正之が襲撃され、堀田の首が半蔵門に掲げられる事件が発生。公儀御庭番で甲賀組頭領の水口鬼三太は「先頃不行跡を理由に改易された服部半蔵と伊賀忍者の恨みの所業」と上伸したため、半蔵は濡れ衣と望まぬ戦いに巻き込まれていく。
| No. | 放映日 | サブタイトル | 監督     | 脚本              | ゲスト                   |
| --- | ------ | ------------ | -------- | ----------------- | ------------------------ |
| 2   | 4月8日 | 闇に潜む牝豹 | 黒田義之 | 野上龍雄 石川孝人 | 下柘植の大猿（倉田保昭） |

三代目服部半蔵の力量に脅威を抱く公儀御庭番甲賀組頭領・水口鬼三太は、配下のくノ一で二代目半蔵に父を殺されたお甲に「三代目服部半蔵に近づき、謀反の証を掴め」と命じた。お甲はおりんを騙して、雉の湯で女中として働き始め、半蔵の動静を探る。そんな時、「伊賀忍法は甲賀忍法より上」と考える下柘植の大猿は、紀州から下忍を引き連れて江戸へ潜入し、矢継ぎ早に甲賀組へ戦いを仕掛ける。半蔵と服部衆が全く動いていないにも関わらず、次々と配下を消されていくことに苛立つ鬼三太。半蔵はなまじ腕が立ち、戦上手の大猿が次々と甲賀忍者を抹殺していくことは、最終的に幕府を敵に回すと危惧していた。同じ懸念を抱く参謀・津々美京之介に大猿の居場所を探すよう指示し、保科正之の元へ向かった半蔵。全国の伊賀衆のために隠し扶持を提供するよう頼むが、その条件が影の矜持を捨てざるを得ないものたったため、交渉は成立せずに終わった。半蔵は幼馴染の大猿と会い、戦闘を止めるよう、説得に向かう。
| No. | 放映日  | サブタイトル       | 監督     | 脚本     | ゲスト |
| --- | ------- | ------------------ | -------- | -------- | --- |
| 3   | 4月15日 | 悪魔が呼んだ奥州路 | 工藤栄一 | 志村正浩 | 熊谷右衛門（河合絃司）、高橋六兵衛（五十嵐義弘）、赤座瑞軒（平沢彰）、大内頼母（鈴木瑞穂）、新之助（本郷直樹）、真田典膳（御木本伸介） |

幕府は野州烏山藩による、百姓一揆収拾の不手際を咎め、領地没収・お家断絶とした。老中・酒井忠清は直ちに松代真田藩の江戸家老を呼びつけ、烏山城の受け取りを命じる。近隣の藩ではなく、遠隔の真田藩に命令してきた幕府に不信感を募らせる藩内をなだめる城代家老・真田典膳。烏山藩が抵抗し、受け取りを失敗したら、自分たちを潰すつもりだと想定しながらも上意で逆らえない典膳は、支藩の平久保藩に受け取りへ行くよう、依頼した。平久保藩家老・大内頼母は真田家に100年来の恩義があることを認識しているので、受け取りを引き受ける。頼母は家来の熊谷右衛門に、腕っぷしの強そうな浪人を集めさせ始めた。そんな熊谷にお甲は三代目服部半蔵の所在を教え、熊谷たちを雉の湯へ手引きする。半蔵はお甲の言動にきな臭さを感じながらも、保科正之から情報収集し、瓢六とお霧に酒井を探らせ、自らは大八・喜平次を連れ、平久保藩士たちを助けに行く。
| No. | 放映日  | サブタイトル       | 監督     | 脚本   | ゲスト |
| --- | ------- | ------------------ | -------- | ------ | --- |
| 4   | 4月22日 | 京の春・お歯黒の罠 | 松尾昭典 | 中村努 | 牧野佐渡守（川合伸旺）、山城屋利兵衛（伊達三郎）、大黒屋藤右衛門（中村錦司）、幻尊（笹木俊志）、庄助（頭師佳孝）、お里（仁和令子）、東大路公房（石濱朗） |

京では、あわよくば政権を取り返そうとする朝廷の不穏分子が蠢いていた。幕府は京都所司代に牧野佐渡守を据え、取り締まりを強化。ある晩、公家が斬殺され、その場にいた里隠れの伊賀衆・清兵衛も殺された。倅の庄助は急ぎ江戸へ向かい、三代目服部半蔵に報告し、即座に京へ戻った。かつて清兵衛は半蔵に「いつか故郷の土を耕しながら、のんびりと暮らしたい」と話していた。半蔵は清兵衛の死の真相を明らかにし、「世に起こる波乱を未然に防ぐ。富と力が合い寄って偏るとき、おれは戦う」と決意。そして瓢六と共に入京した。すると清兵衛だけでなく、他の伊賀者の首が京都所司代の名で晒されており、半蔵は牧野を問い詰める。牧野は自分が指示したものではないと否定し、幕府よりの公家が更に殺され続けていることも踏まえ、「保科殿から知らせが届いており、全面的に協力する」と申し出た。半蔵らは修験者の出入りが多い東大路公房の屋敷に忍び入る。公房は公家らしからぬ鋭さがあった。警護する修験者と剣を交えた半蔵は、鞍馬衆と見切る。加えて京で一、二の身代を持つ山城屋が堺から荷を東大路の屋敷へ納めていることを掴む。一方、甲賀組もお甲に公房を探らせていた。
| No. | 放映日  | サブタイトル     | 監督     | 脚本     | ゲスト                                                   |
| --- | ------- | ---------------- | -------- | -------- | -------------------------------------------------------- |
| 5   | 4月29日 | 柔肌は渦に沈んだ | 牧口雄二 | 石川孝人 | 鬼木十太夫（浜田晃）、入道（西田良）、お夕（宮井えりな） |

阿波徳島藩が大量の武器調達をしているという繋ぎが入り、公儀御庭番甲賀組の6人が潜入。しかし拷問され、全員が死体で戻ってきた。保科正之は三代目服部半蔵を頼るが、相手となる阿波徳島藩の目付・鬼木十太夫を半蔵は知っており、“神狩り”の異名を持つキレ者で敵に回すと面倒になることをわかっていた。それでも阿波徳島藩が謀反を起こすと、他の外様大名が続くことを危惧した保科は、半蔵に鬼木暗殺と武器破壊を重ねて依頼。半蔵は戦が再び起これば、民百姓が苦しむと引き受けた。一方、甲賀組頭領の水口鬼三太は半蔵たちより先に任務を終わらせようと、お甲も含めた更に甲賀忍者を増やして阿波徳島藩へ潜入させていた。半蔵、大八、喜平次は紀州和歌山より船にて、瓢六とお夕は山陽道から姫路、高松を経て、二方向に分かれて阿波徳島入りをすることとなった。お霧は鬼三太の動静を抑えるために江戸へ残り、お夕は歌と踊りの香具師をしながら、全国に散らばる伊賀衆を訪ね、阿波徳島にも行ったことがあるので、一行に加えられた。お夕は幼馴染の瓢六と連れ合いとして旅するようにしてくれた頭領に感謝していたが、国境を厳重にしていた阿波徳島藩に捕らえられてしまう。
| No. | 放映日 | サブタイトル       | 監督     | 脚本   | ゲスト |
| --- | ------ | ------------------ | -------- | ------ | --- |
| 6   | 5月6日 | 夜霧の港に消えた女 | 松尾昭典 | 田上雄 | 市兵衛（田中春男）、田辺一平太（近藤宏）、お竜（戸部夕子）、源次（滝沢双）、朴念（団巌）、博多屋伊兵衛（福岡正剛）、おその（鮎川いづみ）、坂井孫市（長門勇） |

三代目服部半蔵は「尋ねたき儀がある」と保科屋敷へ呼び出される。その場には公儀御庭番甲賀組頭・水口鬼三太もいた。保科正之の側用人・生駒春緒は「半月ほど前、長崎奉行所の同心ほか一名が殺された。察するに異国人より阿片を買い入れている密売組織が口を封じたのだろう」と話し出す。半蔵は「何故そんな話を自分に？」と意味がわからず、訝し気に問うた。すると水口は「阿片密売の首謀者は、長崎在住の伊賀隠れ忍に候。目的は公儀に対する謀反の軍資金確保と思われ候。確たる証拠を掴むため、監察費用の五十両を急ぎ送られたし」と記された水口配下・不知火の書状を読み上げた。半蔵は「あらぬ疑いだ。冗談ではない！」と言下に否定。水口は「先日、我が甲賀一門に戦を仕掛けてきた下柘植の大猿のように、長崎の伊賀者も同じこと」と決めつけ、「三代続いた服部一門の土台も腐りかけ、統率が取れていない」と嘲るように言うと、生駒に挨拶して座を外した。半蔵はこの報告を納得できずにいたが、生駒は「水口は公儀御庭番としての節度は心得ている。徒に火の無いところに煙は立てぬはず」と述べ、「我が殿が直々に貴殿の配下を取り調べるのが最善」と詰問する。半蔵は「保科殿に申したが、忍びは闇に生きる者。白日の下に晒すのは死も同然」と拒み、長崎へ向かうと決めた。江戸から長崎までおよそ350里。常人の脚なら1か月以上費やすところ、半蔵、瓢六、お霧、喜平次はたった12日で踏破し、長崎へ入る。当地の伊賀隠れ忍びと共に不知火を探し出し、口を塞がれた同心の足取りを洗い直し始めた。
| No. | 放映日  | サブタイトル | 監督     | 脚本     | ゲスト                                                                                             |
| --- | ------- | ------------ | -------- | -------- | -------------------------------------------------------------------------------------------------- |
| 7   | 5月13日 | 標的は謎の女 | 牧口雄二 | 大津一郎 | おえん（浅野真弓）、弥太郎（森次晃嗣）、与之介（守屋俊志）、源次郎（広瀬義宣）、おなみ（清島智子） |

保科正之と繋がりの深い大商人が、“天誅 保科 高遠”と残す盗賊に次々と金品を強奪されていた。10年前、信州高遠に転封された保科が、城を明け渡さない前藩主の榊原一族を処断したため、その残党からの恨みによる仕業であった。保科の片腕・生駒春緒も榊原の残党に襲われるが、生駒はその仲間に行方不明だった保科の息女・おえんを見つけ、驚愕。「娘は死んだ」と強弁する保科だが、生駒はその保科を慮りながらも、このままでは政敵にお家断絶の口実を与えかねないと危惧。一存で三代目服部半蔵に会い、親子の修復の仲立ちを依頼した。一方、甲賀組頭領・水口鬼三太は、半蔵を高く評価する保科を気に入らず、保科憎しの酒井忠清におえんが強盗犯の一員であることを上申した。酒井はおえんを生け捕りするよう、鬼三太に命ずる。
| No. | 放映日  | サブタイトル       | 監督     | 脚本     | ゲスト |
| --- | ------- | ------------------ | -------- | -------- | --- |
| 8   | 5月20日 | 潜入！大奥の昼と夜 | 太田昭和 | 山田隆之 | 一条ノ局（北林早苗）、お勢以（野平ゆき）、八瀬ノ妙応（野口貴史）、横川ノ竹文（藤山浩二）、駿河屋佐平（田畑猛雄）、讃岐屋徳兵衛（溝田繁） |

油問屋・讃岐屋徳兵衛は大奥から宿下がりをしてきた娘を「ふしだらな真似をしおって」と怒声を浴びせながら刺殺。自らも死を選んだ。髪結いで呼ばれていたおりんはこの事件が起きた真っ只中に居て、這う這うの体で逃げ出す。半さんには泣きながら、訳が分からないと説明。次に深川の御用達材木商・武蔵屋も大奥から宿下がりをしてきた娘に同じことを喚きながら、殺し、自殺する。雉の湯では常連客の金次が湯舟で殺され、お梅は気味の悪い折助が居たと証言。金次は日本橋芳町の廓に専属する髪結いで場所柄、武家・町人とあらゆる髪型を即座に結える腕と客の秘密を口外しないことが求められる生業をしていた。お霧が兄弟子・金次には男髪の結い方を教わった恩義があるので、真相を探りたいと三代目服部半蔵に懇願。金次は口が堅かったので、遺族の妻・なみには客のことを一切話していなかった。ただ一つの手がかりは、どこかの折助に声をかけられ、お屋敷で髪を結ってきたということだけ。一方、大八は一両で大奥女中を抱けるという誘いを受け、瓢六に金をせびる。瓢六はけんもほろろに断るが、半さんは大八に一両を渡し、行って来いと後押しをする。半蔵は讃岐屋の近くでおりんと鉢合わせした時に、店前に居た怪しい高貴な駕籠が素早く去ったこと、武蔵屋事件、金次の不審死など、次々と起こる殺しに繋がりと裏があると睨む。そんな時に甲賀組お甲が「折助の探索を止めなさい。服部衆の壊滅に繋がります。恐ろしい力で踏みつぶされるのです」と二度に渡って半蔵に忠告をしてきた。
| No. | 放映日  | サブタイトル   | 監督     | 脚本     | ゲスト                                                                                 |
| --- | ------- | -------------- | -------- | -------- | -------------------------------------------------------------------------------------- |
| 9   | 5月27日 | 女忍びの五月闇 | 太田昭和 | 石川孝人 | 権太（井上昭文）、竹田清衛門（村松克巳）、大石（高並功）、黒文字のキララ（志穂美悦子） |

三代目服部半蔵の従妹・黒文字のキララは、育ての親・権太と共に伊賀の里から江戸へやってきた。馬に乗るキララは権太を介添えして、とても目立っており、老中・酒井忠清の家来にイチャモンをつけられる。伊賀の山猫と異名を持つキララは売られたケンカを買い、権太と一緒に酒井勢を叩きのめす。これを偶然に目にした喜平次、そして甲賀組頭領・水口鬼三太とお甲。喜平次は町中で大騒ぎしたことを危惧し、半蔵に急ぎ報告へ行く。鬼三太はお甲にキララの行状を見届けるよう命じた。キララと再会した半蔵は江戸入り早々侍と大立ち回りしたことに、「あえて人目につかぬことが影の心得」と説教するが、キララには馬耳東風。キララが勝手に江戸へ乗り込んだのは「江戸にて伊賀忍法の誇りもお家再興の志も捨て去り、ひたすら湯屋の亭主風情に甘んじ、堕落の極み。既にその性根腐りたり」と風説される叔父の正体を見定めようとしてであった。キララと理無い仲の大八は江戸に来たことを喜ぶが、鬼三太は鼻っ柱の強いキララを利用して伊賀衆を陥れようとし、酒井忠清は半蔵と繋がりがある保科正之を失脚させようとそれぞれ陰謀が動き出す。
| No. | 放映日 | サブタイトル       | 監督     | 脚本     | ゲスト         |
| --- | ------ | ------------------ | -------- | -------- | -------------- |
| 10  | 6月3日 | 黒髪は恨みに燃えた | 関本郁夫 | 石川孝人 | 茂丸（吉沢健） |

雉の湯ではおりんとお梅が半さんの取り合いで、いつもの痴話喧嘩を繰り広げていた。すると八丁堀の同心が「雉の湯の主が大怪我をした」と知らせにやってきた。お梅とおりんは、慌てて番所へ駆けつける。ところが同心に化けていた男は番所に着くと、おりんを気絶させ、お梅を拐かした。気絶しているおりんを偶然見つけた大八は、仔細を知り、三代目服部半蔵に報告。半蔵に右腕を斬られた甲賀組頭領・水口鬼三太の逆恨みであろうと、服部衆は見立てていた。しかし半蔵は、権力欲が強く公儀御庭番の地位を維持することに執着する鬼三太が、拐かすという行為を指示するとは思えず、服部衆と共にお梅の行方を追う。鬼三太は半蔵に斬られて右腕を失ってから、陰々滅々な日々を過ごしていた。お梅を拐かした茂丸は、鬼三太の弟・水口鬼四郎の下忍。お梅を囮にして半蔵をおびき出す、鬼四郎の企みであった。お甲姉妹の仇討ちに兄・鬼三太が助っ人として加わって戦えば、公儀にも道理が立つと、兄に説明する鬼四郎。鬼三太は弟の策に乗り、飛び道具を備えた義手を付けて再び戦おうと決意する。お甲は仇討ちよりも妹・お菊と静かに暮らしたいと思いから、甲賀組を抜けたいと暇乞いを鬼三太へ願い出た。しかし鬼三太は許さず、仇討ちを改めて厳命する。鬼四郎は鬼三太の恨みやお甲の仇討ちはどうでもよく、半蔵を討ち果たすことこそが最大目的のため、仇討ちの場に多くの甲賀忍者を潜ませる。鬼三太とお甲が半蔵を討ち漏らしても、手勢で討ち取ろうという鬼四郎の目論見であった。
| No. | 放映日  | サブタイトル   | 監督     | 脚本     | ゲスト                                                                                     |
| --- | ------- | -------------- | -------- | -------- | ------------------------------------------------------------------------------------------ |
| 11  | 6月10日 | 花嫁と暗殺の鬼 | 関本郁夫 | 芦沢俊郎 | 三田村孫兵衛（船戸順）、諸住玄馬（岩尾正隆）、お美代（有明祥子）、浦戸伊三郎（長谷川哲夫） |

五か所の伊賀衆隠れ里が次々と襲撃された。三代目服部半蔵は仲間の無残な姿に言葉が出ず、独特な矢、胸板を蹴破り、素手で首を折る手口から、夜叉神党の仕業と推定した。かつて夜叉神党は徳川家康の命を狙ったが、初代服部半蔵と伊賀衆の返り討ちで一網打尽にされていた。しかし残党の子孫が長年、力を蓄え、積年の恨みを晴らそうと三代目と伊賀衆に戦いを挑んできた。半蔵は全国各地に散在する伊賀衆の安否と、小頭以上が集会する来月の日時・場所を伝えるよう、すぐに服部衆を出立させる。半蔵自身は信州一円を預かる小頭・浦戸伊三郎に会うため、信濃路の鉢伏山へ足を運ぶ。伊三郎は服部衆からも兄貴と慕われ、半蔵と伊三郎は幼馴染で、二人の時はざっくばらんに付き合いをする間柄であった。半蔵は伊三郎がお美代を娶っていることを知り、「掟にこだわり、抜け忍を許さない時代は終わった。一人一人の意志を尊重する時が来ている」と小頭の任を解き、伊三郎に堅気の生活をするようにと諭す。伊三郎なら夜叉神党に後れを取ることはないと思う半蔵だが、伊三郎夫婦にすぐ山を下り、他の土地へ移るよう、半蔵は念押しをし、翌日旅立った。しかし夜叉神党は伊賀衆全滅を企み、一人でいたお美代を襲って人質にし、伊三郎を捕らえ、江戸へ連行してきた。
| No. | 放映日  | サブタイトル         | 監督     | 脚本       | ゲスト |
| --- | ------- | -------------------- | -------- | ---------- | --- |
| 12  | 6月17日 | 夜の蜘蛛は親でも殺せ | 黒田義之 | 下飯坂菊馬 | 滝十郎右衛門（川辺久造）、三浦弥七郎（黒部進）、文治（暁新太郎）、清治（秋山勝俊）、おせい（坂本和子）、おなみ（田坂都）、土蜘蛛の八兵衛（睦五郎）、万之助（内藤武敏） |

夜になり、雉の湯でいつものように釜炊きをしていた瓢六は妙な音に勘付き、耳を地面に添える。悲鳴だったので、押し込み強盗と思い、一緒にいた大八と共に、襲われている飛脚問屋へ向かった。平素の姿で6人の賊を取り押さえ、自身番へ引っ張っていこうとし、大立ち回りをする瓢六と大八。二人の行動を物陰で見ている半さんは、賊の首領・八兵衛が地面に火を放ち、逃亡する姿を見逃さず、土の中深く、四十二日もの間、埋められて修行をする土蜘蛛党の末裔と睨んでいた。翌日、盗賊を鮮やかに捕縛した瓢六と大八が瓦版で大々的に取り上げられ、南町奉行所からも三両の報奨金が渡される。雉の湯の常連は将棋を夢中で打っている半さんに、二人が武術をいつ身につけたのかと不思議そうに尋ねていた。三代目服部半蔵は世間の騒ぎ様を危惧し、瓢六・大八を呼び出す。そして「目立つ動きは、影としてあるまじきこと。現に慎め」ときつく言い渡す。実際、南町奉行の同心・三浦弥七郎は、二人を只者でないと逆に怪しみ始め、岡っ引・万之助に瓢六と大八の正体を探るよう、命じていた。
| No. | 放映日  | サブタイトル | 監督     | 脚本     | ゲスト                                                       |
| --- | ------- | ------------ | -------- | -------- | ------------------------------------------------------------ |
| 13  | 6月24日 | 真夜中の美女 | 黒田義之 | 芦沢俊郎 | 一郎太（佐藤京一）、次郎太（堀田真三）、御子神お竜（中島葵） |

丑三つ時、長屋で寝ていた大八が襲撃され、金縛りに遭い、反撃もできず、瀕死の状態で雉の湯へ逃げてきた。三代目服部半蔵は寝込みを襲われたとはいえ、厳しい修練を積んでいる服部衆が易々と刃をうけたことや、己が狙われることはあり得ると想定していたものの、住処や名を知られていない服部衆が唐突に襲われたことを訝しむ。正体不明の敵に対処するため、半蔵は草加へ向かい、先代である父・二代目服部半蔵の右腕であった弥七に相談し、奇奇怪怪な敵の情報を得ようとする。しかし一足違いで弥七は斬殺されてしまった。半蔵は弥七ほどの使い手が大八同様、反撃をせず、死んでいたことに衝撃を受け、伊賀衆の情報が敵へ筒抜けになっているのではないかと考え始める。
| No. | 放映日 | サブタイトル         | 監督     | 脚本     | ゲスト                               |
| --- | ------ | -------------------- | -------- | -------- | ------------------------------------ |
| 14  | 7月1日 | 将軍蒸発! 女狐の陰謀 | 牧口雄二 | 山田隆之 | 鷹司信平（白井滋郎）、覚海（田中浩） |

三代目服部半蔵と瓢六が僧兵の集団に「我らは甲賀組。服部一門は改易を逆恨みし、幕府転覆を謀る謀反人。将軍家直々の命で成敗する」と言われ、襲われた。半蔵は甲賀組ではないと見抜き、襲撃を躱す。大奥では先代の一周忌を前に、幼き当代・家綱が挨拶を繰り返し作法していた。立ち会う先代の御台所孝子は「将軍家ならもっと鷹揚に」と言い放って幼君の頬をつねり、もはや指導というより虐待そのものであった。逃げ出した家綱は忍び込んでいた半蔵と遭遇。半蔵は幼君に事の次第を尋ねるが、家綱から「恐ろしい人が追うてくるのじゃ。助けてたもう、半蔵」と抱きつかれる。生母・お楽ノ方は半蔵に抱きかかえられた家綱を見て、安堵する。その様子を見ていた孝子は京都から親王を迎え、将軍を据える企みを半蔵に潰されており（第8話「潜入！大奥の昼と夜」）、その恨みを忘れていなかった。翌日、孝子は紀州頼宣や弟の鷹司信平から推薦された一ノ院浄空と面会していた。頼宣は将軍になろうと、浄空を使って孝子を凋落。浄空に溺れた孝子は、家綱を拐かす陰謀に加担した。保科正之は半蔵に幼君救出を依頼する。
| No. | 放映日 | サブタイトル   | 監督     | 脚本     | ゲスト |
| --- | ------ | -------------- | -------- | -------- | --- |
| 15  | 7月8日 | 地獄を招く妖僧 | 牧口雄二 | 山田隆之 | 新宮喜左衛門（山本昌平）、仁王吉（佐藤蛾次郎）、沼三（きくち英一）、行仙（笹木俊志）、お関（岡嶋艶子）、阿里助（黒崎誠輝） |

高野聖の覚海と外道衆を倒した三代目服部半蔵だったが、家綱が居ると思われた箱の中には「幼君はみかん船にて紀州へ」と書置きが残されていた。半蔵は保科屋敷へ急ぎ戻り、この密書を残した女中・美和が保科正之の命で、幼君の警護に付いていた伊賀者・美和と知らされる。家光の一周忌法要まであと十五日と迫っており、それまでに幼君を取り戻せないと、将軍の座は紀州頼宣に奪われると正之は焦り、至急紀州へ向かうようにと半蔵に懇願する。お楽ノ方は正之から報告を受けるが、権力争いのために息子が殺されるのを拒み、将軍職を辞退すると言い出すが、正之は「家綱公でなければ、権力闘争が起き、幕府は崩壊します。法要までに必ず半蔵が取り戻します」と安心させる。半蔵は紀州へ向かう途中、一ノ院浄空の命を受けた外道衆に襲われるが、返り討ちした。このままでは奪回できぬと考えた半蔵は一門から仲間を集めるため、服部衆と共に伊賀の里へ立ち寄る。
| No. | 放映日  | サブタイトル         | 監督     | 脚本   | ゲスト |
| --- | ------- | -------------------- | -------- | ------ | --- |
| 16  | 7月15日 | ヤバイ女に手を出すな | 太田昭和 | 松本功 | お千（水島彩子）、久世山城（北原義郎）、お春（かわいのどか）、お秋（明日香和泉）、お冬（広京子）、石川采女（永野辰弥）、弾正（五味龍太郎）、蟹丸（片岡五郎）、所新兵衛（丘路千）、小林（川波公次郎）、猿丸（福本清三）、奈津（村地弘美） |

江戸界隈では、上州安中藩二万石の家中を狙う辻斬が相次いでいた。おりんは同藩江戸屋敷から髪結いに呼ばれる。帰りは「夜分だから」と、輿を進められて帰途についた。同じように襲われるものの、賊徒は「こんな不細工な女ではない」と言い、退散。やり場のない思いを半さんに伝えようとおりんは翌日、雉の湯へ行くが、不在だったので身の不幸を嘆く。同時刻、三代目服部半蔵は、保科正之の命を受けた生駒春緒に呼び出され、螺旋状に巻かれたハリスの先端に尖った鏃が付く物を示される。半蔵は忍の一党が使う武器と言いながら、関ヶ原の戦いに参戦し、全滅したはずと訝しがる。生駒は安中藩で続いている斬殺事件を話し出すが、将軍家と同じく幼君を抱えてのお家騒動が起きていることを半蔵は知っていたものの、権力闘争に関わりたくないと保科に伝えるよう、生駒に伝言を言づける。雉の湯に戻った半さんは、店番をしていた大八から5,6人の藩士たちが湯殿に押しかけてきた旨を入口で聞き、すると路傍に血が垂れているのを見つける。跡を追っていくと雉の湯の裏庭には、刀傷を負い、出血多量で虫の息の女が倒れていた。すぐに手当てをし、介抱するが、息を吹き返した女は、半死半生の状態で安中へ行くと言い出す。女は安中城下で米問屋・伊勢屋の娘・奈津と名乗り、「父が高利貸しから借りた返済の期限が迫っており、江戸の知り合いが用立ててくれた。為替手形を期日までに持ち帰らないと、店が人手に渡る」と急いでいる訳を話すが…。
| No. | 放映日  | サブタイトル     | 監督     | 脚本   | ゲスト |
| --- | ------- | ---------------- | -------- | ------ | --- |
| 17  | 7月22日 | 生きていた闇将軍 | 太田昭和 | 中村努 | 浪花屋左衛門（横森久）、次郎（蟹江敬三）、三郎（明石勤）、お夏（原あけみ）、武蔵屋加兵衛（北村英三）、甲州屋時蔵（山村弘三）、桐生屋（溝田繁）、上総屋（中村錦司）、小八（多賀勝） |

いつものように湯屋の仕事より将棋に夢中な半さんに、「一手、お手合わせ願えますか」と丁重に挨拶してきた御仁。身なりは立派で大坂弁を柔らかく話すが、妙な迫力を醸し出している。雉の湯の常連でないこの男・浪花屋左衛門は三代目服部半蔵と知りながら、自ら値踏みをしようと訪れたのだ。将棋を指しながら浪花屋は「雉の湯とあなたの元で働く人たちを、言い値の倍で買いたい」と切り出す。その場に居合わせた大八は驚くが、半さんは笑って返事はせず、その場で二人は散会。大坂の浪花屋は儲かるために強引な商いをしており、不法行為も厭わない豪商で、江戸に乗り込んできたのだ。一方で保科正之には賄賂で、二人とも味方に引き入れようとしていた。そんなときに江戸と大坂の繋ぎを任されていた伊賀者・弥一が次郎に刺され、瀕死の思いで雉の湯へ辿り着き、大坂・堺の商人を探る伊賀衆の里隠れ・次郎三郎兄弟と連絡がとれなくなっている異常事態を伝える。この兄弟は抜け荷を探っていた時に襲われて行方不明だったが、命を救ってくれた浪花屋に恩義を抱き、配下となっていた。伊賀を抜けるという次郎と、事情を頭領に伝えるべきという三郎で対立をしている中、半さんは釣り場で保科と会い、浪花屋に多額の金を工面してもらっている西国の藩が多いと知らされる。保科は江戸の金が大坂から西へ流れ、これらの藩々が浪花屋に逆らえなくなることを憂慮しており、意を汲んだ半蔵は浪花屋を葬ろうと決意する。
| No. | 放映日  | サブタイトル   | 監督     | 脚本     | ゲスト                                                                                               |
| --- | ------- | -------------- | -------- | -------- | --- |
| 18  | 7月29日 | 瞳の中の殺人者 | 関本郁夫 | 芦沢俊郎 | お光（井澤明子）、脇田左近（亀石征一郎）、権田重兵衛（今井健二）、源八（中嶋茂樹）、お園（田中真理） |

年に一度、伊豆半島の天城山に薬草の採取を慣わしにしていた津々美京之介は、三味線を奏でて歌う女と幼き娘と出会う。娘は目が不自由であった。二人と別れ、江戸へ帰途につく京之介は山中で謎の集団に襲撃される。雉の湯では隠れ里の長が伊賀衆だけではなく、根来衆や蜂須賀党など、他の忍び衆の隠れ里が襲われたと、三代目服部半蔵に報告していた。その時、京之介が戻り、負傷した右腕を見せ、戦国時代に九州を拠点にしていた天魔一族の仕業と告げる。天魔は幕府に鎮圧され、出身地の天草諸島でひっそりしていたが、伊賀や甲賀よりも優れた火薬を駆使し、他の忍び衆を襲っていたのだ。半蔵は京之介の身辺まで知られていることから、天魔一族が江戸周辺に拠点を構えていると睨み、警戒を怠らぬよう、伊賀衆に指示をする。京之介は一旦帰宅すると、伊豆で会った母子が訪ねてきた。医者としての評判を聞き、娘の目を京之介に直してもらおうとしたのである。その頃、脇田左近の率いる天魔一族の先発隊は江戸の郊外・小菅に砦を構え、火薬の開発を行い、首領の権田重兵衛を待っていた。
| No. | 放映日 | サブタイトル | 監督     | 脚本       | ゲスト |
| --- | ------ | ------------ | -------- | ---------- | --- |
| 19  | 8月5日 | 吸血! 女の館 | 関本郁夫 | 下飯坂菊馬 | お夏の方（渡辺やよい）、波路（飛鳥裕子）、隆光（遠藤征慈）、お玉の方（茜ゆう子）、瓦版売り（林家珍平）、おこい（岡田美佐子）、扇太郎（東龍明）、佐々木（唐沢民賢）、隆智（勝野賢三）、腰元（岡島艶子）、若者（伊藤博） |

三日月堀に3人目の若衆が飛び込んで死んだ。堀の奥に在る竹橋御殿には、徳松の母・桂昌院お玉の方と長松の母・天樹院お夏の方が、隠棲。二人は息子に夢を託し、おぞましい暗闘を繰り広げ、女盛りのお夏の方が連夜、若衆を連れ込んでいると、江戸は騒然となっていた。津々美京之介は平戸で蘭学を共に学んだ平賀隆光と5年ぶりに遭遇。中間・中臈を従えて豪華な輿に乗る隆光は、袈裟を着る僧となっていたが、無視して去っていく。ある晩、喜平次の同僚・扇太郎が京之介とおりんを仲人にして、おこいと祝言を挙げた。宴が終わって喜平次は、扇太郎をおこいの元へ連れていく途中、謎の侍たちに襲われ、扇太郎を拐かされる。翌朝、三日月堀に無残な姿で発見された。瓢六は女駕籠に乗せられる扇太郎を見たという証言から、竹橋御殿に連行されたのではないかと三代目服部半蔵に上申。京之介は遺体にある無数の斑点から、半蔵に毒殺を示唆。急遽、保科正之に呼び出された半蔵は、幕府の権威を守るため、連続殺人の真相究明を依頼され、権力者でも下手人を斬るという条件で引き受けた。保科から隆光が桂昌院に足繁く通っていること、京之介から隆光は烏頭を研究していたと、各々聞いた半蔵は、服部衆の誰かが囮となり、御殿へ侵入しなければと決断する。大八は自分が適任と直訴するが、毎日むせび泣くおこいに心を痛めていた京之介は、半蔵へ「行かせてほしい」と懇願。京之介は烏頭と阿片を混ぜた毒と見立て、解毒剤を用意。おりんと逢引を装い、扇太郎同様に誘拐されようと囮になった。
| No. | 放映日  | サブタイトル  | 監督     | 脚本     | ゲスト                                 |
| --- | ------- | ------------- | -------- | -------- | -------------------------------------- |
| 20  | 8月12日 | 私は殺される! | 中島貞夫 | 芦沢俊郎 | 岩尾正隆、河合絃司、泉春子、富永佳代子 |

| No. | 放映日  | サブタイトル | 監督     | 脚本     | ゲスト                                                                           |
| --- | ------- | ------------ | -------- | -------- | -------------------------------------------------------------------------------- |
| 21  | 8月19日 | 潜伏! 蛇の穴 | 中島貞夫 | 石川孝人 | 橘麻紀、牧れい、うえだ峻、小田部通麿、有川正治、細川純一、平沢彰、大江光、西村晃 |

| No. | 放映日  | サブタイトル | 監督 | 脚本     | ゲスト                                             |
| --- | ------- | ------------ | ---- | -------- | -------------------------------------------------- |
| 22  | 8月26日 | 恐怖の仕掛人 |      | 国弘威雄 | 藤沢薫、白川浩一郎、妹尾和夫、玉川伊佐男、日向明子 |

| No. | 放映日 | サブタイトル         | 監督     | 脚本   | ゲスト                                                                                 |
| --- | ------ | -------------------- | -------- | ------ | -------------------------------------------------------------------------------------- |
| 23  | 9月2日 | 赤い蛇の目は死の宣告 | 関本郁夫 | 村尾昭 | 久富惟晴、鳴海屋おふじ（水原麻記）、汐路章、人見ゆかり、水上保広、タンクロー、和田昌也 |

| No. | 放映日 | サブタイトル         | 監督     | 脚本     | ゲスト                                                   |
| --- | ------ | -------------------- | -------- | -------- | -------------------------------------------------------- |
| 24  | 9月9日 | 戦慄! 処女のいけにえ | 関本郁夫 | 石川孝人 | 小林稔侍、名和宏、吉田豊明、大木正司、鈴木康弘、三浦リカ |

| No. | 放映日  | サブタイトル     | 監督     | 脚本   | ゲスト                                                   |
| --- | ------- | ---------------- | -------- | ------ | -------------------------------------------------------- |
| 25  | 9月16日 | 悲恋からくり天井 | 太田昭和 | 中村努 | 田中綾、山口幸生、石倉英彦、森源太郎、西田治子、関根直秀 |

| No. | 放映日  | サブタイトル     | 監督     | 脚本   | ゲスト                                               |
| --- | ------- | ---------------- | -------- | ------ | ---------------------------------------------------- |
| 26  | 9月23日 | 魔境・呪いの横笛 | 太田昭和 | 松本功 | 阿波地大輔、小柳圭子、堀北幸夫、草薙幸二郎、早乙女愛 |

| No. | 放映日  | サブタイトル       | 監督     | 脚本   | ゲスト                       |
| --- | ------- | ------------------ | -------- | ------ | ---------------------------- |
| 27  | 9月30日 | 乱入! 女湯の24時間 | 太田昭和 | 中村努 | 石田久美、丸平峯子、工藤英夫 |

### スタッフ
※クレジット順。( ) の数字は担当話数で無しは全話担当。監督・脚本は#エピソードリストを参照。
- 企画 - 巻幡展男（関西テレビ）・翁長孝雄（東映）
- プロデューサー - 岩崎義（関西テレビ）・松平乘道・牧口雄二・奈村協（東映）
- 撮影 - 増田敏雄 (1 - 2, 4, 6)・坂根省三 (3, 8 - 9, 14 - 15, 18 - 19)・中島徹 (5, 7, 12 - 13)・牧浦地志 (10 - 11)・赤塚滋 (16 - 17)
- 照明 - 中山治雄 (1 - 2)・渡辺喜和 (3, 5, 7, 10 - 11, 14 - 15)・金子凱美 (4, 6, 8 - 9, 12 - 13, 18 - 19)・六車勅 (16 - 17)
- 録音 - 今出光 (1 - 4, 6, 8 - 9, 12 - 13, 16 - 17)・溝口正義 (5, 7)・栗山日出登 (10 - 11, 14 - 15, 18 - 19)
- 美術 - 園田一佳 (1 - 3, 5, 7 - 18 - 19)・吉村晟 (4, 6)
- 編集 - 矢島稔之
- 助監督[注釈 6] - 平野勝司 (1 - 2)・土橋亨 (3, 12 - 13)・萩原将司 (4, 6, 10 - 11)・依田智臣 (5, 7, 16 - 17)・藤原敏之 (8 - 9, 14 - 15)・南光 (18 - 19)
- 記録 - 辻敬子 (1 - 2, 4, 6, 10 - 11, 14 - 15)・梅津泰子 (3, 5, 7, 12 - 13, 16 - 17)・中野保子 (8 - 9, 18 - 19)
- 装置 - 稲田源兵衛 (1 - 2)・太田正二 (3 - 4, 6, 14 - 17)・和田順吉 (5, 7, 10 - 11, 18 - 19)・野尻裕 (8 - 9, 12 - 13)
- 装飾 - 西田忠男 (1 - 2, 8 - 9, 16 - 17)・伊藤健三 (3, 12 - 13, 18 - 19)・白石義明 (4, 6, 14 - 15)・関西美江 (5, 7, 10 - 11)
- 背景[注釈 7] - 西村三郎 (1 - 2, 12 - 15)・平松敬一郎 (3 - 9, 16 - 19)・西村和比古 (10 - 11)
- 美粧・結髪 - 東和美粧
- 衣裳 - 豊中健 (1 - 9, 12 - 15, 18 - 19)・佐々木常久 (10 - 11)・岩逧保 (16 - 17)
- 演技事務 - 寺内文夫 (1 - 4, 6, 8 - 9, 12 - 19)・下川護 (5, 7, 10 - 11)
- 和楽監修 - 中本敏生
- 擬斗 - 菅原俊夫（東映剣会）
- 整音 - 伊藤宏一 (4 - 19)
- 振付 - 藤間紋蔵 (4 - 7, 14 - 15)・掛川希之輔社中 (17)
- 進行主任 - 野口忠志 (1 - 2, 5, 7, 12 - 13)・山本吉応 (3, 8 - 9, 16 - 17)・俵坂孝宏 (4, 6, 10 - 11, 14 - 15, 18 - 19)
- 小道具 - 高津商会
- 協力 - 京都大覚寺 (1, 3)・ 姫路城 (1)
- 現像 - 東洋現像所
- 音楽 - 渡辺茂樹（アミューズ）
- 演奏 - スペクトラム
- 主題歌 -「Gの祈り」

作詞・作曲・唄 - 岡林信康（ビクターレコード）
- 挿入歌 - 『君に捧げるラブソング』(20 - 21, 27）

作詞・作曲・唄：岡林信康、編曲：渡辺茂樹
- 協力 - サニ千葉エンタープライズ[注釈 8]
- 制作 - 関西テレビ放送[注釈 9] / 東映

### 制作
1978年の『柳生一族の陰謀』は日本公開後にテレビ映画による連続時代劇が放送され、本作も同様に1980年の『影の軍団 服部半蔵』が公開後、連動して放送される予定だった。同映画も千葉真一が服部半蔵役で主演するキャスティングで進められていたが、脚本の変更により千葉は降板。
テレビ映画の本作のみ千葉真一は主演することとなるが、この試みは成功し、全5作のシリーズと仕上がった。千葉と彼が率いるJACのダイナミックなアクションだけでなく、市井で半さん（千葉真一）とおりん（樹木希林）のユーモア溢れる掛け合いや湯屋でのコミカルなお色気を観ることができる対照的な構成になっている。闇で死闘・暗躍する忍者たちが幕府の権力闘争に巻き込まれ、その一方で庶民として街中で暮らす姿が一つの作品に描かれ、これらの同居が人気の一因になっており、この骨子はその後の作品にも踏襲されていく。忍者屋敷を兼ね備えた一軒家の銭湯を伊賀忍者のアジトとするアイデアは、東映プロデューサーの翁長孝雄によると、「『必殺シリーズ』の山内久司も感心してくれた」と述べている。
関西テレビプロデューサー・岩崎義の提案により、主題歌には岡林信康が起用された。「山谷ブルース」で労働者の悲哀を表現した岡林のセンスを忍者たちに置き換えた形で、当時としては異例のフォークソングによる主題歌・挿入歌が本作品のイメージアップに貢献している。

### エンディング
第3話まではそれぞれのストーリーに添っていたが、第4話以降は影の軍団が市井で暮らす平素な姿と、真横アングルから撮った顔の静止画を流している。オープニングのクレジットはお霧（長谷直美）、大八（火野正平）の順だが、エンディングでは大八、お霧の順となっている。

### 劇伴
担当した渡辺茂樹の楽曲のほか、千葉真一主演映画『東京-ソウル-バンコック 実録麻薬地帯』（1973年）で荒木一郎の劇伴（ドラムロールをメインにした2つの楽曲）も流されている。
OPのメインテーマにはAタイプとBタイプの2パターンがあり、テンポが遅め（M.M.=115）のロングバージョンがAタイプ。音源は「影の軍団 音楽編」の1-17「忍軍激突」より『オープニング1'44" #2』と、1-20「オープニング・テーマ〜サブタイトル」より『(Ⅰ)オープニング1'44" #1』の2つに分けられる（以後それぞれ後者をAタイプ#1、前者をAタイプ#2と区別する）。テンポが速め（M.M.=123）のショートバージョンがBタイプ。音楽編の1-1「オープニングテーマ」より『オープニングM-2 #2』が該当する。初回OPのみAタイプ#2、それ以降のOPはBタイプで固定されている。殺陣でメインテーマが使用される際は、長めのシーンではAタイプ、短めのシーンではBタイプ、と使い分けられている。Aタイプ#1は本作第4話以降の次回予告から使用されている。CM前に挿入されるアイキャッチは、音楽編の1-10「影、行動開始」である。

### DVD・配信
2006年12月8日に『服部半蔵 影の軍団』全27話を完全収録したDVDボックスが発売、同商品のテレビCMでは歴代の服部半蔵を演じた千葉真一のナレーションが新規に録音された。
2021年12月10日から東映時代劇YouTubeで無料配信が行われている（毎週金曜日11:00）。第1・2話は常時、第3話以降は1週間の期間限定配信となる。

## 影の軍団II

### 概要II
主演：千葉真一、制作：関西テレビ放送・東映、カラー16mmフィルム作品。フジネットワークにて1981年10月6日 - 1982年3月30日の火曜日22時から22時54分に全26話が放送された。『#影の軍団シリーズ』の第2作である。
本作では雇われて暗躍する忍者という本来の姿ではなく、世間と隔絶していた伊賀衆が権力者に濡れ衣を着せられ、復讐していくことがモチーフ・テーマとなっている。千葉真一演ずる頭領・柘植新八は腰の大刀を背後に隠し、左右どちらからも抜ける「変異抜刀霞斬り」の達人となっており、この剣法は千葉自身のアイデアである。志穂美悦子が敵役として登場。平賀源内が開発した武具・武器を活用するなど、自らの忍法以外も使って戦い、忍び装束では昼間に迷彩柄を着用するようになった。復讐した相手の手形を取り、控えと照合することも本作の特徴である。

### ストーリーII
時は宝暦8年、公儀御庭番の地位を奪われた伊賀一族は全国に四散、服部半蔵の末裔・柘植新八とその一群は八王子の山奥でひっそりと暮していた。新八の父は公儀隠密の長として幕府に仕えていたが、十年前に解任された。父は新八や伊賀一族を引き連れ、世の交わりをたち、八王子の山奥に仲間と隠れ住んでいたが、父は既に亡くなっていた。その頃江戸城では8代将軍吉宗が没し後継問題が生じていた。嫡男家重は言葉が不自由であり、その言動を理解できるのが側用人・大岡忠光のみだったため、自然と忠光が権力を握る構図になっていた。その一方で、幕閣の重鎮たちは、英明の誉れの高い次男の吉晴を立てようと画策するものの、両派の対立は平行線のまま半年もの月日が流れていた。
ある日、新八は日課である狩猟の最中に、知らぬ男から26人の手形とオランダ語で書かれた巻物を託される。これがそれまで平穏に暮していた新八と伊賀一族を、望まない戦いに巻き込むこととなった。巻物を手にしたことで、身に覚えのない罪をなすりつけられた新八と伊賀一族。新八は影の軍団を結成して、時に平賀源内やはやて小僧の助力を得て、忠光とその配下の26人衆、甲賀流椎名組との果てしなき戦いに挑んでゆく。

### 登場人物II
※ ( ) の数字は登場話数。無しは全話出演。1話のみの出演は#エピソードリストIIを参照。

#### 影の軍団（登場人物II）
- 柘植新八 - 千葉真一

八王子の山奥に住んでいた伊賀一族の頭領で服部半蔵の末裔。忍装束では唯一三連星の鉢金付き頭巾を被り、六尺手拭で鼻と口を覆うときとそうでないときがある。変異抜刀霞斬りの達人。甲賀や大岡忠光からは「伊賀の亡霊 (1)」「伊賀のはぐれ狼」などと呼ばれ、恐れられている。
山に居た頃は、定期的に両国のももんじ屋「やまびこ」に、獲った獲物を提供していた (1)。
表の顔は「やまびこ」の食材調達を担う猟師。吾平が留守の時は代理で店を切り盛りしている。店ではとぼけた性格の好人物で、“新さん”の愛称で親しまれている。店にいるときは板場に立つ。大岡忠光を討ち取り、伊賀衆の恨みを晴らした後、軍団の解散を宣言し、生き残った小六・竜吉に別れを告げて、一人旅立った (26)。
- 鶴三 - 江藤潤 (1 - 6, 8, 10, 12, 17 - 18, 20 - 26)

新八と共に八王子の山奥で暮していた。新八からは「鶴」と呼ばれ、歌之助・小六・竜吉からは「兄ィ」と呼ばれている。
江戸に出てきてからは、遊び人としての表の顔を持ち、「やまびこ」に出入りしている。
大岡忠光の行列を襲撃し、影武者の忠光と気づかずに討ち取り、歓喜していたが、小谷仙四郎に倒された (26)。
- 歌之助 - 星正人 (1 - 13)

情報収集と手榴弾の名手。元孤児で新八らと共に八王子の山奥で暮していた。女にもて、色事にも長けている。新八からは「歌」と呼ばれる。
江戸に出てきてからの表の顔は髪結い。
自身と同じ身の上の商家の妻女を救おうと、掟を破って単身、敵地に乗り込んでいくが、無数の槍で刺殺された (13)。
- お朱鷺 - 朝加真由美 (1 - 18, 20 - 26)

軍団の紅一点で、新八らと共に八王子の山奥で暮していた。戦闘では黒の忍装束に忍び頭巾・髪を下ろした無造作ポニーテール・赤の鉢巻きに結髪したポニーテールのパターンで応戦。読唇術の名手。
江戸に住み始めてからは街頭で軽業師をし、時折「やまびこ」を手伝う。
大岡忠光の屋敷に潜入したが、小谷仙四郎に見つかり斬られたが、屋敷に乗り込んだ新八と小谷の決闘中にその足を両手で必死に抑え込み、新八の小谷を倒す手助けをする (26)。そして忠光の居場所を言い残し、新八・小六・竜吉に看取られて死亡 (26)。
- 小六 - 黒崎輝 (1 - 7, 9 - 10, 12 - 16, 19 - 21, 23 - 26)

鉄甲を使って戦う。新八らと共に八王子の山奥で暮していた。情に流されやすく新八から窘められることが多い。
表の顔は庭師でだんごが好物。負傷するも最後まで生き残った (26)。
- 竜吉 - 崎津隆介

小刀の逆手2刀流の使い手。新八からは「竜」と呼ばれる。乗馬もできる (1)。
表の顔は「やまびこ」の板前で、吾平へお春共に江戸に残っていた。負傷するも最後まで生き残った (26)。
- 吾平 - 長門勇 (1 - 4, 6 - 9, 11 - 13, 15, 24 - 25)

参謀格で、仕込み槍・釵の使い手。鉢金付き頭巾を被る。伊賀一族が江戸から撤退した後、竜吉・娘のお春と共に残り、「やまびこ」の主人として、店を切り盛りしながら、幕府の動向を探っている。鶴三や小六からは「兄貴」と呼ばれた。
「やまびこ」が椎名組に乗っ取られ、椎名組の幹部・穴吹左門とその配下の複数を一人でと戦い、深手を負うが、天井に仕掛けていた罠を稼働させ、左門を道連れに戦死し、隠れ老忍の仁助と一緒に火葬された (25)。

#### 伊賀一族
- お春 - 高橋晶子 (1 - 16, 18 - 20, 24 - 25)

吾平の娘で、新八たちの正体を知っている。吾平はお春に忍びの術を教えていないので、町娘として育てられた。椎名組に「やまびこ」が襲撃され、父・吾平が死んだので、新八たち共に父を火葬をした (25)。

#### 甲賀流椎名組
- 椎名美里 - 志穂美悦子 (1 - 2, 5 - 7, 13, 17, 19, 22)

甲賀の名門、椎名組の頭領だった椎名宗源の娘。父亡き後を継ぎ、椎名組の頭領となる。大岡二十六人衆の1人でもある。新八を父の仇と思い込み、忠光の命のもと影の軍団の殲滅を図る。甲賀忍者としてはやや非情になりきれず、味方の所業に苦言をすることもしばしばあった。戦いを続けるうちに新八との間に複雑な感情が芽生え苦悩する。父・宗源が実は忠光によって殺されたことを知るも、それでも忠光に従おうとしたが、忠光は美里の目を斬り、失明させ新八を誘き寄せる餌にする (17)。しかし新八たちに救助され、その後に自らの手形を残して旅立ち、抜け忍と同時に瞽女（ごぜ）になる。甲州で父親が侍に斬られて天涯孤独になった少女を助けるも深手を負い、再び新八に助けられる。そして源内の発明で目が治る見込みがある話を聞いた新八と共に江戸に戻る (22)。
- 黒岩幻斎 - 佐藤京一 (1 - 2, 5 - 7, 19, 24 - 25)

美里の配下、鎖鎌を使う。左門が頭領になってからは副頭領のポジに就く。「やまびこ」を襲撃するが、新八に返り討ちに遭い、椎名組は壊滅した (25)。
- 穴吹左門 - 林彰太郎  (1 - 2, 5 - 6, 8, 12, 17, 24 - 25)

幻斎と共に美里に仕えていたが、椎名組頭領の地位に目が眩み、美里を裏切り新たな頭領の座に就く (17)。「やまびこ」を襲撃するが、吾平が天井に仕掛けていた多数の槍を繰り出され、突き刺された (25)。
霞の左源太：穂高稔（第17話）病床の旧臣。かつて、御庭番差配だった忠光の命により、宗源を粛清した。死期を覚り、美里を呼んで告白。頭領を殺めたことを美里に謝し、詰め腹をとった。
椎名宗源：宮城幸生（第17話）美里の父で椎名組の先代頭領。
水上清四郎：誠吾大志（第19話）椎名組の若き忍。掟に背いた美里を情に絆されて斬れず、組を抜け大岡の屋敷に潜入していた新八の妹、お良と共に逃亡を図る。駆け付けた新八たちに助けられたのち、お良とともにいずこかへ旅立っていった。
玉屋半五郎：中田博久（第24話）双面（ふたおもて）の術を使って本物とすり替わった。最期は鶴三に倒される。
猿：成瀬正（第25話）忍犬を駆使して、軍団の拠点である「やまびこ」をつきとめる。毛皮に身を包み、奇声を発して敵に襲いかかる。幻斎ともども新八に倒された。

#### 闇将軍と大岡二十六人衆
大岡忠光：成田三樹夫（第1話 - 第3話、第6話 - 第8話、第14話、第16話、第17話、第26話）将軍家側用人にして闇将軍の異名を持つ、大岡二十六人衆の総帥。衆望のある吉晴を暗殺して、家重を将軍職に就けることに成功する。備前守（本作品設定）。
本多伝九郎：原口剛（第1話）公儀目付頭。新八の異母妹、お霧の情夫。最期は新八によって伊賀の秘術を打ち込まれる。
三宅麦秋：峰岸徹（第2話）御典医で、大奥御年寄・お万の方を妹に持つ。
平沼多十郎：南原宏治（第3話）新発田藩家老。
高貫兵部：内田稔（第4話）真田藩江戸家老。
西大路頼房：芦屋雁之助（第5話）京から江戸に来た公家。箱根山中に眠るという豊臣秀吉の埋蔵金五十万両を我が手中にせんと画策する。大岡との離反も考えていたが、二つの目的は果たされること無く新八に倒される。含み針の使い手。
山野辺：鳳八千代（第6話）大奥御年寄。総取締の春日井を追い落とすべく、将軍家光の代から受け継がれている御台所冠「心葉」を横奪、長崎奉行の大月を介してオランダ商人への売却による資金獲得を狙った。
逆井蘭堂：石橋雅史（第7話）伊賀一族長老で新八の師。伊賀を裏切り忠光の軍門に下った。
丸定屋助左衛門：菅貫太郎（第8話）呉服問屋・丸定屋の入婿で2代目主。元御家人でかつては部屋住だった忠光の悪所通いの用心棒だった。
遠州屋嘉兵衛：福山象三（第9話）熊野水軍八咫烏党の末裔。八咫烏党は 大坂の陣の際、当代服部半蔵に壊滅させられたが、生き残りは江戸に潜伏。二十六人衆の重鎮として、江戸の経済界に君臨した。
浪花屋茂平：深江章喜（第10話）油問屋の元締。豊作だった灯油の流通を足留めして、巨額の利益を得ていた。この件は幕閣でも問題視されたが、忠光が真っ先に一蹴した。
芹沢兵部：田口計（第11話）勘定奉行。佐渡奉行の頃より忠光と通じており、江戸市中での偽小判流通を企む。
佐伯紫雲：浜田晃（第12話）渋谷村で私塾「紫雲塾」を営む元林大学頭門下の秀才。甲州の隠し金鉱脈を探るため、理想郷「紫雲山」を開設すると称して、江戸のはみ出した若者を拾い集めては洗脳して炭坑夫として酷使した。最期は小六に倒される。
現世法師：江角英（第13話）祈祷師。有力商家の主を大麻中毒にして阿漕に稼ぐが、美里を通じて大岡から牽制される。
粟津泥舟：小沢象（第14話）甲賀水口党の頭領。忠光の推薦により公儀大奥御庭番。先代頭領だった柴左門の一子、静馬の妻女を大奥に献上しようと企む。
七兵衛：松山照夫（第15話）真言密教の奥義を剣術に転じる金剛薩埵流の開祖にして総帥。催眠術を使う。御政道改革を謳う向井道場の下男に扮し、道場主の向井弘兵衛を傀儡にして暗躍、大岡の息のかかった老中の指令で、若年寄暗殺を目論む。
鬼薊のお仙：李礼仙（第16話）忠光の愛人。松代藩真田家の跡取りの正太を付け狙う、手違いで正太の友人為吉を誘拐するが、これを奇貨として新八に交渉する。実兄の藩江戸留守居役・望月遼之進と組んで城代暗殺とお家乗っ取りを画策したが、新八ら軍団に追い詰められた末に敗北を認め自決した。
佐渡島兵衛：垂水悟郎（第18話）東海地方で残虐非道な押し込み強盗を生業としていた盗賊。反忠光派の駿府城代、石川長門守を陥れようとする。
諸田道元：阿藤海（第19話）戸隠の銀山を狙う忠光の命により、新八の実妹・お良の養父である戸隠領主・宮武義央を切腹に追い込んだ甲賀忍者。甲賀流蜘蛛鎖の使い手であるところから「蜘蛛の道元」とも呼ばれている。実働部隊を率い、逃亡した清四郎・お良を追って雪山での大追跡を展開するが、駆け付けた新八との一騎打ちの末倒された。
弥藤次：伊吹剛（第20話）紀州根来十人衆若頭。影の軍団の殲滅と連判状の奪還を達することで、大岡より公儀御庭番の地位を得ようと目論む。その手始めに”弥吉”という誠実な青年を装って「富士の湯」の三助に雇われ新八たちの動向を伺うが、その際に「富士の湯」主のおりんと相思相愛の関係になる。
玉名玄竜：伊達三郎（第21話）盗賊団・赤竜党を束ねる、元琉球豪族。 琉球では一城の主だったが島津に滅ぼされ、江戸へ流れて、盗賊として身を立てていた。悪と知りつつ大岡に加担する。火盗改に狙撃されたが、旗本”青山頼母”を名乗って源内の治療を受ける。顔が割れたことから源内を始末しようとするも、源内の誠意に迷い、その隙を付かれて配下の大城月海に粛清される。
筒井将監：睦五郎（第22話）甲府勤番支配。夜叉人党の筧を使って御用金十万両を強奪、勝沼の造酒屋・辰巳屋を通して資金洗浄し、大岡への献上を目論む。
輪樹院覚子：大信田礼子（第23話）前将軍吉宗の晩年の側室。公家出身。子を産まなかった前将軍の側室が住まう桜田御殿を仕切っている。愚鈍な家重を隠居させ、世継ぎを盛り立てようとする幕閣の先手を取って、将軍家世嗣の重千代を拉致する。
千代丞：風間舞子（第24話）甲賀のくノ一。 甲賀忍法・双面（ふたおもて）の術を使い、花魁花袖太夫や男衆に成りすまして源内が国産化を図る朝鮮人参を輸入品と偽り、差額を大岡の資金源にしようと企む。

#### 幕府II
徳川家重：石橋蓮司（第1話、第2話、第14話、第26話）九代将軍。忠光の傀儡と化している。
徳川吉晴：伊庭剛（第1話）家重の弟。九代将軍最有力候補であったが…
伏見宮増子：賀田裕子（第6話）伏見宮家から輿入れした将軍家御台所（本作設定）。
於容の方：田中綾（第23話）家重の側室。世嗣、重千代の生母。

#### 市井の人々ほか
- 平賀源内 - 山村聰 (1 - 7, 9 - 14, 16 - 18, 20 - 26)

新八とは旧知で医学・語学・芸術・発明に該博な人物。さまざまな発明品で新八らを側面からフォローする。
- はやて小僧 - 真田広之 (1 - 3, 7, 11 - 12, 14, 20, 22, 26)

盗んだ金を貧しい人に分け与える義賊だが、根来忍者の出。源内の長屋に忍び込んでいたが、新八に「先生は変わったネズミを飼っているんですね」と見透かされ、知り合う (1)。幼いころに家族を殺され、天涯孤独の身。武器は鳶口。
新八と知り合ってから以降、影の軍団に協力するようになる。大岡屋敷で小六と竜吉が用人と戦闘中に助太刀、二人を新八の元へ行かせて、残りの用人の始末引き受けた (26)。
+ おりん - 樹木希林 (1 - 3, 5 - 17, 20 - 26)
湯屋「富士の湯」の女主人。近所の「やまびこ」に苦情を訴えにきたところ、その場にいた新八に一目惚れしてしまい、その後は積極的にアプローチをかける。
- 万吉 - 松本敏男 (1 - 2, 6, 8 - 9)

- おけい - 徳永まゆみ (2 - 3, 5 - 6, 8, 10, 12, 14 - 17, 20 - 21, 24 - 26)

「富士の湯」の奉公人。
- 正太 - 谷村隆之 (4, 6 - 8, 10, 16)

新八が狩りをしていた時に出会った少年 (4)。松代藩真田家当主信高の落胤で、藩に絡んだ大岡の陰謀に母・お夕と共に巻き込まれる。お夕は身を挺して正太を庇い、死別して孤児となる (4)。その後新八の意思で「やまびこ」に引き取られた。松代藩10万石を存続させるべく藩主世子となった (16)。
- ナレーター - 小池朝雄 (1 - 10, 12, 14, 19, 22 - 23, 25 - 26)

### エピソードリストII
| 話数   | 放送日        | サブタイトル                       | 脚本              | 監督       | ゲスト |
| ------ | ------------- | ---------------------------------- | ----------------- | ---------- | --- |
| 第1話  | 1981年10月6日 | 眼には眼を！                       | 芦沢俊郎 深作欣二 | 深作欣二   | お霧:松坂慶子 （松竹） 本多伝九郎:原口剛 内藤淡路守:稲葉義男 久蔵:北村英三 板倉周防守:河合絃司 甚助:相馬剛三 徳川吉春:伊庭剛 栗原敏 笑福亭鶴志 西山清孝 池田謙治 戸米けい子 世羅豊JAC：甲斐道夫、山本亨、卯木浩二 |
| 第2話  | 10月13日      | 姿なき吸血鬼                       | 下飯坂菊馬        | 関本郁夫   | 三宅麦秋:峰岸徹 お万の方:佳那晃子 しま:谷口香 常盤:近江輝子 およう:飛鳥裕子 おまち:有明祥子 おこう:三崎奈美 勝野賢三 瀬賀敏之 佐名川えり 鈴木弘道JAC：甲斐道夫、山本亨、卯木浩二 |
| 第3話  | 10月20日      | 恐怖! いけにえの館                 | 石川孝人          | 関本郁夫   | 千絵:佐藤万理 平沼多十郎:南原宏治 ミヤード:ハル・ゴールト 多田右近:五十嵐義弘 武田:丘路千 溝口真葉:小松政夫 梶山九郎太:鈴木瑞穂 壬生新太郎 タンクロー 藤沢徹夫 大村佳子 大川かつ子JAC：甲斐道夫、山本亨、卯木浩二 |
| 第4話  | 10月27日      | 白蛇の罠                           | 芦沢俊郎          | 太田昭和   | お夕:根岸季衣 高貫兵部:内田稔 荒田源三郎:遠藤征慈 佐久間主膳:加藤和夫 須藤頼母:八名信夫 正源和尚:茂山千五郎 山田良樹 平河正雄 木谷邦臣 中島俊一 有島淳平 椿竜二 富永佳代子 紅かおる 高野洋子 淡路康 小峰隆司JAC：甲斐道夫、山本亨、卯木浩二                                                                                               |
| 第5話  | 11月3日       | お歯黒の秘図                       | 中村努            | 太田昭和   | 西大路頼房:芦屋雁之助 孫市:谷崎弘一 椎名組の男:大月正太郎JAC：甲斐道夫、山本亨、卯木浩二 |
| 第6話  | 11月10日      | 魔界に消えた女                     | 芦沢俊郎          | 黒田義之   | 春日井:野際陽子 宇之吉:にしきのあきら お稲:服部妙子 御台所増子:賀田裕子 松谷:志乃原良子 瀬川:松村康世 山野辺:鳳八千代 大月主膳:草薙幸二郎 有川正治 有島淳平 西田治子 富永佳代子 鈴木康弘JAC：稲田龍雄、甲斐道夫、卯木浩二 |
| 第7話  | 11月17日      | 幻術! さそりの襲撃                 | 芦沢俊郎          | 牧口雄二   | 逆井蘭堂:石橋雅史 菊丸:矢吹二朗 おみね:田中綾 笹木俊志 宮城幸生 武井三二JAC：甲斐道夫、山本亨、卯木浩二 |
| 第8話  | 11月24日      | 戦慄! 尼僧の赤い唇                 | 中村努            | 太田昭和   | 松屋おせい:桜町弘子 丸定屋助左衛門:菅貫太郎 千草:松岡明美 妙古堂:汐路章 大津屋:中村錦司 高橋美樹 疋田泰盛 有島淳平 島田秀雄 吉澤高明 美松艶子 前川恵美子 森源太郎 諏訪裕子 井上由美 安食文子 斎藤可奈江 JAC：稲田龍雄、甲斐道夫、猿渡幸太郎                                                                                               |
| 第9話  | 12月1日       | 呪われた抱擁                       | 下飯坂菊馬        | 関本郁夫   | おしの:マキノ佐代子 能勢甚四郎:蟹江敬三 お染:一柳みる 宗助:梅津栄 遠州屋嘉兵衛:福山象三 孫市:吉原正皓 越中屋:伊東亮英 大三郎:福本清三 阿波地大輔 タンクロー 勝野賢三 大矢敬典 丸山俊也 木下通博 小谷浩二 富永佳代子 小峰隆司 JAC：甲斐道夫、山本亨、卯木浩二                                                                              |
| 第10話 | 12月8日       | 幽霊が残した赤い椿                 | 芦沢俊郎          | 関本郁夫   | 君香／お糸(二役):土田早苗 浪花屋茂平:深江章喜 上州屋佐吉:河合絃司 三崎屋久造:千葉敏郎 お夕:水島美奈子 芸者:人見ゆかり 出歯亀:笑福亭鶴志 犬飼典膳:森次晃嗣 高谷舜二 波多野博 島田秀雄 森源太郎 西山清孝 大城泰 大川かつ子 木村佳子 JAC：甲斐道夫、山本亨、卯木浩二                                                                         |
| 第11話 | 12月15日      | 真夜中に上る死の煙                 | 池上金男          | 太田昭和   | お芳:竹井みどり 村上主水:宮内洋 芹沢兵部:田口計 三島左内:船戸順 野見山伝蔵:野口貴史 おぶん:近江輝子 藤沢徹夫 藤長照夫JAC：甲斐道夫、山本亨、卯木浩二 |
| 第12話 | 12月22日      | あの女を逃がすな!                  | 志村正浩          | 牧口雄二   | 佐伯紫雲:浜田晃 ムササビのお光:五十嵐知子 巴屋徳兵衛:田中浩 お吉:井上真由美 白虎の半次:大葉健二 天狗の巳之吉:酒井努 赤鬼の丑松:井上清和 岩切軍兵衛:鈴木康弘 鬼六:池田謙治 田所:中島茂樹 小峰隆司 淡路康 矢部義章 松岡真由美 安喰文子 永野佳寿 JAC：甲斐道夫、山本亨、卯木浩二                                                             |
| 第13話 | 12月29日      | 人妻は影におびえる!                | 田中利世 太田昭和 | 太田昭和   | 野江:島村佳江 大黒屋惣兵衛:久富惟晴 市助:江幡高志 現世法師:江角英 岩城屋:玉生司朗 券住:井上博一 泉好太郎 峰蘭太郎 有島淳平 大月正太郎 JAC：甲斐道夫、山本亨、卯木浩二 |
| 第14話 | 1982年1月5日  | 闇にきらめく美女                   | 高田宏治          | 関本郁夫   | 柴みゆき:高瀬春奈 雲井:北川恵 粟津泥舟:小沢象 松尾:山口朱美 近江の小弥太:岩尾正隆 宗春:明日香和泉 初瀬:吉田純子 横山:猪野美子 江田:愛田真千 柴静馬:西田健 関根大学 木谷邦臣 甲斐道夫 宮城幸生 JAC：山本亨、卯木浩二、稲田龍雄 |
| 第15話 | 1月12日       | 黒衣に汚された恋                   | 飛鳥ひろし        | 関本郁夫   | 河村信二郎:荒木しげる 美代:三浦真弓 美代(幼少期):斉田真由美 七兵衛:松山照夫 大目付大八木喜右衛門:冨田浩太郎 老中丹羽備後守:永野辰弥 若年寄小出伊勢守:峰祐介 中谷久蔵:大竹修造 吉野弥太吉:丘路千 目付中山庄平:波多野博 太市:タンクロー 山崎浩介:小坂和之 信二郎(幼少期):漁野篤史 小船秋夫 向井弘明:織本順吉JAC：甲斐道夫、山本亨、卯木浩二 |
| 第16話 | 1月19日       | 牝蜂は二度刺す!                    | 下飯坂菊馬        | 太田昭和   | 鬼薊のお仙:李礼仙 城代小沼帯刀:中井啓輔 望月遼之進:原口剛 阿久里:朝比奈順子 不破伝八郎:有川正浩 真田信高:浜田雄史 為吉:矢口純 おみね:星野美穂子 斑次:小峰隆司 助三:小船秋夫JAC：甲斐道夫、山本亨、卯木浩二 |
| 第17話 | 1月26日       | 伊賀忍法 火の鳥                    | 芦沢俊郎          | 小野田嘉幹 | 霞の左源太:穂高稔 内藤兵馬:島英臣 峰蘭太郎 高谷舜二 小谷浩三 大月正太郎 宮城幸生JAC：甲斐道夫、山本亨、卯木浩二 |
| 第18話 | 2月2日        | 夜霧に啼く黒い狼                   | 中村努            | 小野田嘉幹 | 音次郎:織田あきら おゆう:栗田洋子 宇之助:大木正司 城代石川長門守:相馬剛三 住職:山村弘三 天守番頭竹村庄左衛門:田中弘史 佐渡島兵衛:垂水悟郎 森源太郎 藤長照夫 疋田泰盛 島田秀雄 泉好太郎 斉木新吾 近藤健二 畑中伶一 JAC：甲斐道夫、山本亨、卯木浩二                                                                                         |
| 第19話 | 2月9日        | 大追跡! 雪は知っていた             | 山田隆之          | 牧口雄二   | 諸田道元:阿藤海 お良:松岡真由 水上清四郎:誠吾大志 木瀬島次:酒井努 布引久羅:鈴木弘道 高原嘉門:甲斐道夫 仁科与蔵:稲田達雄 椎名組:卯木浩二 宮武義央:疋田泰盛 百姓亭主:有島淳平 百姓女房:星野美恵子JAC：山本亨、釼持誠、佐藤浩 |
| 第20話 | 2月16日       | 女風呂異変・謎の手形               | 石川孝人          | 太田昭和   | 弥藤次:伊吹剛 右近:黒部進 井手右衛門:矢野宣 左近:関根大学 虚無僧:峰蘭太郎 お芳:前川恵美子 男客一:藤長照夫 男客二:高橋弘志 女客:三谷真理子JAC：甲斐道夫、稲田龍雄、卯木浩二 |
| 第21話 | 2月23日       | 妖拳! 蛇皮線の女                   | 高田宏治          | 太田昭和   | 里波:本阿弥周子 大城月海:亀石征一郎 玉名玄竜:伊達三郎 井手右衛門:矢野宣 可奈:司瑠美子 火盗与力矢部勘平:白川浩次郎 夜鷹:大川かつ子 夜泣きそば屋:和田昌也 藤八:大矢敬典 野次馬:山田良樹 母親:美松艶子 女客:紅かおる 淡路康 霞健二 甲斐純一郎 東父岡勇二JAC：甲斐道夫、稲田龍雄、卯木浩二                                                    |
| 第22話 | 3月2日        | 甲賀忍法・必殺の賭け               | 下飯坂菊馬        | 亀岡正人   | 筒井将監:睦五郎 辰巳屋安五郎:汐路章 おみよ:赤松由佳子 筧典膳:八名信夫 仙造:石倉英彦 梅吉:岩尾正隆 有島淳平 西山清孝 山本享 佐藤浩 平河正雄 雲助:島田紳助・松本竜介JAC：甲斐道夫、稲田龍雄、卯木浩二 |
| 第23話 | 3月9日        | 魔の振袖御殿                       | 山田隆之          | 牧口雄二   | 輪樹院覚子:大信田礼子 正法院武子:松村康世 阿波の局:一柳みる 神尾若狭守:柳川清 松平左近将監乗邑:永野辰弥 於容の方:田中綾 側室:岡本広美 側室:山口朱美 側室:安岡真智子 側室:岡嶋艶子 金:森永奈緒美 銀:丸山千絵子 銅:内田浩子 鉄:志村しのぶ 錫:鳶田久美 三谷真理子 沢田祥二 佐々木信 紅かおるJAC：甲斐道夫、稲田龍雄、卯木浩二                |
| 第24話 | 3月16日       | くノ一秘法“双面の術”               | 飛鳥ひろし        | 牧口雄二   | 花袖太夫:風間舞子 井上図書:内田稔 白雪:千野弘美 玉屋半五郎:中田博久 豊前屋助左衛門:芦田鉄雄 細川純一 奔田陵 阿南忠幸 美松艶子 美柳陽子 和歌林三津江 松村真弓 尾崎俊子JAC：甲斐道夫、稲田龍雄、卯木浩二 |
| 第25話 | 3月23日       | 最終回前編 伊賀対甲賀・最大の激突! | 芦沢俊郎 関本郁夫 | 関本郁夫   | 猿:成瀬正 仁助:北原将光 太市:白井滋郎 椎名組:細川純一 椎名組:藤沢徹夫 主人:島田秀雄 役員:疋田泰盛JAC：甲斐道夫、稲田龍雄、卯木浩二 |
| 第26話 | 3月30日       | 最終回後編 二十六人最後の首        | 芦沢俊郎          | 関本郁夫   | 宝蔵院乱雪:南原宏治 小谷仙四郎:鹿内孝 大木晤郎 丘路千 大川かつ子 水島美奈子 木谷邦臣 泉好太郎 大月正太郎 有島淳平 矢部義章 栗原敏 岡本美登 淡路康 大城泰JAC：甲斐道夫、稲田龍雄、卯木浩二 |

### スタッフII
※クレジット順。( ) の数字は担当話数で無しは全話担当。監督・脚本は#エピソードリストIIを参照。
- 企画 - 巻幡展男（関西テレビ）・翁長孝雄（東映）
- プロデューサー - 岩崎義・松平乘道・清水敬三〈東映〉 (1 - 13)・亀岡正人〈東映〉 (14 - 26)・佐藤公彦
- プロデューサー補 - 亀岡正人 (1 - 13)・上阪久和 (14 - 26)
- 制作協力 - サニ千葉エンタープライズ
- オープニング - 『服部半蔵 影の軍団メインテーマ』（Aタイプ#1を使用、第1話のみロングバージョン）、作曲 :渡辺茂樹、演奏 ：スペクトラム
- エンディング - 『光と影のバラード』（第6話のみ2番を使用）、歌 - 泉洋次
- 音楽 - 渡辺茂樹
- 音楽協力 - 薗音楽事務所

### エンディングII
第1話は本編での主要キャラの静止画で、第2話以降は影の軍団、やまびこ、おりんが経営する風呂屋、源内らが市井で過ごす姿をスタッフロールと共に流している。

### 劇伴II
担当した渡辺茂樹の楽曲のほか、千葉真一主演映画『東京-ソウル-バンコック 実録麻薬地帯』（1973年）で荒木一郎の劇伴（ドラムロールをメインにした2つの楽曲）も流されている。本作から渡辺が担当した映画『仕掛人梅安』の音楽も使われるようになった。
メインテーマには「影の軍団 音楽篇」Aタイプ#1の音源が使用されており、OPや殺陣にも使われる。1-32「オープニングテーマ (未使用バージョンA型)」と、2-1「オープニングテーマ (未使用バージョンB型)」は元々はOP用として作曲されながらもOPで使われたことはなく、殺陣や次回予告で使用されている。CM前に挿入されるアイキャッチは音楽編の1-25「明日を駆ける!!」より『アイキャッチA型』である。

### DVDII
DVD『影の軍団II』の壱巻が2008年11月21日、弐巻が2009年2月21日にそれぞれ販売された。

## 影の軍団III

### 概要III
主演：千葉真一、制作：関西テレビ放送・東映、カラー16mmフィルム作品。フジネットワークにて1982年4月6日 - 9月28日の火曜日22時から22時54分に全26話が放送された。『#影の軍団シリーズ』の第3作である。
本作から千葉真一扮する主人公が毎回の敵の首魁に対するとき「我が身既に鉄なり。我が心既に空なり。天魔伏滅」という決め台詞を発するようになるが、プロデューサーの松平乘道は「シリーズを長丁場に持つものにしていくために、東映の伝統的な作劇方法を活かした」と説明している。志穂美悦子と真田広之が軍団員として出演した。オープニングテーマは千葉の作詞で、真田が歌っている。

### ストーリーIII
時は明暦3年。世に言う明暦の大火で江戸城本丸は消失。世間は混乱の渦に巻き込まれた。紀州藩主徳川光貞はこの機に乗じて現将軍徳川家綱に取って代わろうと野望を巡らし始める。一方、その火事に巻き込まれて死んだとされる前将軍家光の正室、本理院孝子は実は生きていた。孝子は光貞の野望に気づきそれを打ち砕かんとしたが、光貞に気づかれて命の危険を感じたため、死を偽装して逃れた。
名を千愁尼と改めた孝子は自ら動くことができなくなったため、光貞の野望を打ち砕くよう、伊賀の上忍である多羅尾半蔵を千両で専属に雇おうとする。半蔵はその時々の依頼内容によっては断ることを条件に承諾し、自ら影の軍団を率いて、光貞の野望を打ち砕こうと戦っていく。

### 登場人物III
影の軍団
多羅尾半蔵：千葉真一軍団の頭領。忍装束では唯一三連星の鉢金付き頭巾を被り、刀の鞘には刃や目潰しが仕込まれており、敵に応じて太刀・体術を使い分けて戦う。千愁尼の元を訪れたり、旅に出る際は僧侶の姿で短い錫杖を武器にする。普段は「鶴の湯」の釜炊き。釜炊き以外にも、三助や按摩の腕が良いため、女性客からは評判が良い。最終話は「我が今や鉄にあらず。我が心また空あらず。ただ我、怨念の鬼!!」と叫んで徳川光貞の野望を打ち砕いた。
お蝶：志穂美悦子（第15話 - 第25話除く）通称「手妻のお蝶」。鳥追いや壷振り、花魁、公家女中、腰元などさまざまな変装をする。女盗賊でもあり、隼太からは「姉御」と呼ばれている。公儀に仕える忍びの家系だったが、内情を知り過ぎたがため公儀に放逐された辛い過去を持つ。7歳の時に父親と死別、母親は筆舌に尽くし難き苦労を重ねてお蝶を育て上げた（第10話）。唯一濃緑色の戦闘服でスカーフの色は赤。普段は居酒屋の女将。第14話で負傷し、竜軒に治療してもらい、一先ず江戸を離れ、最終話に復帰する。
佐助：真田広之（第9話 - 第12話、第15話、第17話 - 第24話除く）通称「暴れ独楽の佐助」。 二連星の鉢金付き頭巾を被り、六尺手拭で鼻と口を覆っていたが、第7話から他の軍団員と同じようになる。スカーフの色は白。表の顔は身軽な独楽芸人で、独楽を手裏剣代わりに投げるが、時には刃や火薬を仕込んだ独楽も使用。
お鈴：中村晃子（第6話、第15話 - 第23話）通称「十六夜のお鈴」。スカーフの色は赤紫。普段は半蔵と同じ風呂屋の従業員。からくり長屋の住人。シングルマザーに憧れている（第22話）。第23話で、半蔵が倒した裏熊野の天変丸（第9話）の弟である太郎丸と次郎丸から、攫われた千愁尼と天変丸の妻を助け出すため、僧の扮装で単身乗り込み、手下たちに刺され死亡。
虎麻呂：蟹江敬三（第10話、第12話 - 第14話、第20話 - 第23話除く）苗字は竹林。半蔵の片腕的存在。お蝶からは「虎さん」、隼太、雉子郎、竜軒からは「アニキ」と呼ばれている。スカーフの色は黒。表の顔はインチキ祈祷占い師で、からくり長屋に住んでいる。最終話で公家に変装して様子を窺っていたが、半蔵が強敵に苦戦していたため、強敵を押さえ込み、身を挺して、半蔵に刺される覚悟を決め、強敵と一緒に死亡。
猪之吉：立川光貴（第13話まで）通称「ビードロの猪之吉」。長崎仕込みの南蛮技術で主に医療からくり担当。潜望鏡を設置したり、笛の音で居場所を特定する探知機を開発したりと誰もが一目置く技術を誇る。また、外科手術や薬品の分析もそつなくこなすほどである。オランダ人と日本人のハーフ。母親は里を離れ、長崎で遊女をしていたところカピタンの父親と出会った後に生まれた。スカーフの色はグレー。表の顔は細工師で、からくり長屋の住人で虎麻呂の隣人。茶髪の月代の鬘を被り、地毛も茶髪。第13話で飛脚屋の女主人と幼い息子を助けるために単身乗り込んで死亡。
竜軒：河原崎建三（第14話から）通称「ギヤマンの竜軒」。南蛮技術を学んで長崎から帰ってきた、医療からくり担当。猪之吉の後釜として半蔵に呼び出された。表の顔は辻講釈師で、猪之吉の部屋にそのまま住み着く。手八丁口八丁な人柄で、猪之吉と比べると技術者より医者に近い存在。スカーフの色はグレー。最終話で先走って敵の罠に掛り、光貞の偽者の籠に仕掛けられた火薬の爆発に巻き込まれ、半蔵たちの治療むなしく、死亡。
隼太：黒崎輝（第1話 - 第4話、第14話 - 第25話）通称「むささびの隼太」。類まれな脚力、跳躍力を持つ。軍団員で唯一、刀を逆手持ちで戦う。お蝶の子分でもある。スカーフの色は青。普段は飛脚。25話で夜鷹の女性と恋に落ちて軍団離脱を決意するも、その夜鷹は敵の刺客で、半蔵が敵に狙われた所をかばって刺され、彼の目の前で死亡した。
雉子郎：崎津隆介（第3話、第4話、第14話 - ）通称「霞の雉子郎」。小太刀2刀流（右手は順手、左手は逆手）の使い手。第3話で半蔵に呼ばれ、軍団に加わる。スカーフの色は青緑。表の顔は左官屋。職業柄、高所が得意。
大六：誠吾大志（第3話、第4話、第15話 - 第25話除く）通称「つむじの大六」。遠目、遠耳でカンがきく。お蝶の相棒である。スカーフの色はこげ茶。普段は居酒屋を手伝い、月代の鬘を被っている。第14話で傷を負ったお蝶の付き添いで一旦江戸を離れた。最終話でお蝶と一緒に復帰したが、虎麻呂が化けた公家を監禁して、敵の動向を見ていたが敵に見つかってしまい、斬られて死亡。
千愁尼とその配下
千愁尼（本理院孝子）：岸田今日子家光の正室。自らが紀州藩主・徳川光貞に命を狙われたことから自分の死を偽装し、落飾。尼僧寺「千愁庵」の庵主となり、大火で死んだ霊を慰めながら半蔵と手を組み光貞に立ち向かう。半蔵からは「尼御前（あまごぜ）」と呼ばれている。紀州藩の追手に居場所を突き止められ、苦心の末に綱教と手を結び、半蔵と敵対するが…
深雪：小川知子（第4話まで）火事による本丸消失と丸目正眼を取り逃がした責任で切腹した、本理院の警護役・牧野兵部の妻。夫兵部の自刃の際、介錯を務めた気丈な妻女。兵部の遺言で千愁尼となっていた孝子を頼る。芸者・雪太郎と称して諜報活動に従事した（第2話）。第4話にて命を対価にして本懐を遂げる。
由布：岡まゆみ（第7話 - 第10話）琉球一族の娘。幼少のころ、目の前で父親を殺され、攫われた母を探しに江戸に来たが、護衛の者を全員殺されてしまい千愁尼を頼る。
お仙：松尾嘉代（第11話、第12話）千愁尼の配下。商人の両親を殺され、財産を奪われて以来、心の中で徳川の世を憎む。
陽炎（お陽）：秋野暢子（第17話、第18話、第20話 - 第25話）半蔵ら影の軍団とも接点を持つ。戸田一族出身。武器は弓矢。第25話で敵の本拠地に潜入したが、紀州公が差し向けたの忍びに斬られ脱出したが、千愁尼に報告した後に絶命した。
小笛：司瑠美子（第9話 - 第11話、第17話、第18話、第22話を除く）侍女。尼僧の姿をしている。
幕府関係者
徳川家綱：堀光昭（第1話、第14話、第22話、第25話、第26話）第4代将軍。
小野次郎右衛門：青木義朗（第1話）本理院を守ろうとして丸目正眼に倒される。
土井大炊頭：伊沢一郎（第1話）丸目正眼に倒される。
板倉周防守：佐竹明夫（第1話）
紀州藩関係者
徳川光貞：小沢栄太郎（第1話、第6話、第14話、第26話）徳川御三家の一つ、紀州藩主。幕府から政権奪取を企む。
久世大和守：菅貫太郎（第4話まで）将軍家側役で光貞の配下。深雪にとっては夫の仇である。
熊野屋：神田隆（第2話）幕府御用達材木商。大和守と組む。
徳川綱教：佐野守（第10話、第14話、第25話）紀州家世子。
甲府藩関係者
徳川綱重：内田喜郎（第3話）将軍家綱の弟。次期将軍候補の甲府宰相。
尾張藩関係者
徳川綱誠：峰祐介（第4話）御三家筆頭。大和守と柳生連也斎の謀議に乗り、天下簒奪を夢見る。
伏見宮家関係者
浅宮顕子：里見和香（第6話）光貞の正室の妹にあたる姫。
綾子：あべ静江（第6話）
市井の人々
おりん（第1話 - 第12話、第15話 - 第20話、第23話、第24話）：樹木希林「鶴の湯」の女主人。半蔵を顎でこき使ってるが、惚れている。半蔵を「半ちゃん・半公」と呼ぶ。八十八箇所巡りの旅に出たためフェードアウトした。
お君：栗田陽子（第25話まで）「鶴の湯」の従業員。半蔵によく金を貸しているらしい。
師匠：高橋利樹（第1話 - 第8話、第15話 - 第17話）上方の女形の師匠。「鶴の湯」の常連。
「鶴の湯」客：飛鳥裕子（第1話 - 第3話）
- ナレーター - 橋爪功（第3話、第5話、第7話、第8話、第18話~第20話、第26話を除く）

### エピソードリストIII
| 話数   | 放送日        | サブタイトル           | 脚本                | 監督       | ゲスト |
| ------ | ------------- | ---------------------- | ------------------- | ---------- | --- |
| 第1話  | 1982年 4月6日 | 二つの顔の男           | 高田宏治            | 松尾昭典   | 牧野兵部:伊吹吾郎 板倉周防守:佐竹明夫 土井大炊頭:伊沢一郎 江幡高志 飛鳥裕子 中村竜三郎 阿波地大輔 星野美恵子 岡嶋艶子 高橋利樹 峰蘭太郎 小野次郎右衛門:青木義朗 丸目正眼:若山富三郎JAC：甲斐道夫、稲田龍雄、卯木浩二                                                         |
| 第2話  | 4月13日       | 闇からの依頼人         | 高田宏治            | 松尾昭典   | 小坂源之進:和崎俊哉 熊野屋:神田隆 吉田豊明 杉江廣太郎 飛鳥裕子 有川正治 林健樹 森章二 疋田泰盛 大城泰 高橋利樹 池田謙治 小峰隆司 新堂精一郎:近藤洋介JAC：甲斐道夫、稲田龍雄、卯木浩二                                                                                        |
| 第3話  | 4月20日       | 忍びの虫は掃除虫       | 高田宏治            | 原田雄一   | 坂崎外記:砂塚英夫 尾藤軍太夫:浜田晃 お蘭:中島葵 甲府宰相綱重:内田喜郎 草薙良一 村田みゆき 唐沢民賢 飛鳥裕子 池田直人 勝野賢三 壬生新太郎 藤長照夫 大月正太郎 福本清三 司裕介 藤川聡 尾崎俊子 松村真弓 三谷真理子JAC：甲斐道夫、稲田龍雄、矢野和弘                            |
| 第4話  | 4月27日       | 尾張に消えた赤い影法師 | 石川孝人            | 原田雄一   | 柳生連也斎:久富惟晴 矢吹五郎太:大下哲矢 徳川綱誠:峰祐介 森源太郎 宮城幸生 高橋利樹 波多野博 淡路康 諏訪裕子 玉野玲子 大村由希子 山内勘兵衛:夏木勲JAC：甲斐道夫、稲田龍雄、矢野和弘                                                                                           |
| 第5話  | 5月4日        | 影なき男の影           | 宮川一郎            | 関本郁夫   | 村上妙:一柳みる 扇屋多兵衛:北町嘉朗 中田博久 岡部正純 喜田晋平 松村康世 紀州藩江戸家老 榊原康政:溝田繁 中村錦司 疋田泰盛 高橋利樹 丘路千 有島淳平 岡本将 大矢敬典 島田秀雄 吉田信夫 山田克二 川上茜 竹内隆司 村上新八郎:天知茂JAC：甲斐道夫、稲田龍雄、矢野和弘              |
| 第6話  | 5月11日       | 夜光る顔               | 中村努              | 関本郁夫   | 九条大納言:藤木敬士 那智忍党 行部:宮口二郎 樋口少将信平:本郷直樹 朝宮顕子:里見和香 高橋利樹 富永佳代子 花柳陽要 的野真衣 細川純一 綾子:あべ静江JAC：甲斐道夫、稲田龍雄、矢野和弘                                                                                             |
| 第7話  | 5月18日       | 南から来た女間者       | 佐藤繁子            | 原田雄一   | おこの:千野弘美 江並隆 白川浩二郎 出水憲司 笹木俊志 岡本美登 高橋利樹 白井滋郎 峰蘭太郎 壬生新太郎 神子上数馬:清水綋治JAC：甲斐道夫、稲田龍雄、矢野和弘 |
| 第8話  | 5月25日       | おんな牢に潜入せよ     | 石川孝人            | 原田雄一   | 茜:竹井みどり 志乃:遠藤真理子 藤江リカ 黒川淡路守:北原義郎 相馬剛三 木谷邦臣 秋山勝俊 岡嶋艶子 矢部義章 藤長照夫 高谷舜二 池田謙治 高橋利樹 永野佳寿江 小谷浩三 福中勢至郎 霞健二 司裕介 安岡真智子 藤林幻之助:長谷川明男JAC：甲斐道夫、稲田龍雄、矢野和弘                   |
| 第9話  | 6月1日        | 仮面と毒薬             | 村尾昭              | 関本郁夫   | 裏熊野 天変丸:松橋登 三郎次:武見潤 うね:水島美奈子 丘路千 勝野賢三 滝譲二 益田哲夫 大矢敬典 星野美恵子 デヴィット・パトナム 泉好太郎 島田秀雄 武井雅文JAC：甲斐道夫、稲田龍雄、矢野和弘                                                                                      |
| 第10話 | 6月8日        | 死を呼ぶ子守唄         | 佐藤繁子            | 関本郁夫   | 神坂碁右衛門:佐藤允 しずめ:谷口香 外山高志 大木正司 紀州藩江戸家老 赤間主典:剣持伴紀 由比正雪:浜田雄史 タンクロー 西山清孝 お蝶の母:富永佳代子 岩崎礼子 駒田真紀 近藤健二JAC：甲斐道夫、稲田龍雄、矢野和弘                                                                   |
| 第11話 | 6月15日       | 謎の牝豹               | 星川清司            | 小野田嘉幹 | 浪人:河原崎次郎 伴勇太郎 下元年世 きくち英一 秋山勝俊 栗原敏 小船秋夫 宮城幸生 武井三二 高橋弘志 川口映子 豊川信子 内田ツユミ 室井道鬼:綿引勝彦 お仙:松尾嘉代JAC：甲斐道夫、稲田龍雄、矢野和弘                                                                               |
| 第12話 | 6月22日       | 標的は魔性の肌         | 中村努              | 小野田嘉幹 | 刈屋代蔵:織田あきら 刈屋甚内:神田隆 内田勝正 藤長照夫 福中勢至郎 内田ツユミ 川口映子 豊川信子 じゃがたら仁左衛門:田崎潤 お仙:松尾嘉代JAC：甲斐道夫、稲田龍雄、矢野和弘 |
| 第13話 | 6月29日       | 女相続人の秘密         | 宮川一郎            | 牧口雄二   | お袖:甲にしき 仙吉:香山武彦 江角英 小沢象 細川俊夫 津山栄一 須永克彦 阿波地大輔 蓑和田良太 岩渕健 森源太郎 小峰隆司 池田謙治 遠山金次郎 木谷邦臣 峰蘭太郎 司裕介 西山清孝 白井滋郎JAC：甲斐道夫、稲田龍雄、矢野和弘                                                          |
| 第14話 | 7月6日        | 大奥魔女狩り           | 山田隆之            | 牧口雄二   | 綾の局:本阿弥周子 お延の方:佐藤万理 永野辰弥 御台所頼子:里見和香 安岡真智子 松村康世 疋田泰盛 波多野博 岩崎礼子 富永佳代子 萌子:尾崎俊子 志村しのぶ 内田浩子 近藤厚子 松村真弓 松村直美 滝沢扶美江 諏訪裕子 木下泰子 玉野玲子 鬼妙:石橋蓮司JAC：甲斐道夫、稲田龍雄、矢野和弘 |
| 第15話 | 7月13日       | 拾った女は夜を恐れる!  | 芦沢俊郎            | 牧口雄二   | お袖／雪姫:麻生えりか 山本昌平 松本朝生 松村康世 丸山千絵子 一の瀬玲奈 平河正雄 花柳陽要 的野真衣 高橋利樹 吉見荘三郎 木下道博JAC：藤川聡、卯木浩二、渡辺洋 |
| 第16話 | 7月20日       | 容疑者は三度消える     | 飛鳥ひろし          | 牧口雄二   | 京春上 流喜太夫:田中浩 成瀬正 岩尾正隆 藤山律子 野口貴史 芦田鉄雄 高橋利樹 川端信司 有島淳平 疋田泰盛 藤沢撤夫 遠山金次郎 大城泰 丁字屋安兵:黒川弥太郎JAC：藤川聡、卯木浩二、渡辺洋                                                                                          |
| 第17話 | 7月27日       | 満月の夜に鬼女が笑う   | 飛鳥ひろし          | 林宏樹     | 正室 綾小路学子:松本留美 長谷川待子 遠藤征慈 大木晤郎 鈴木康弘 有川正治 高橋利樹 牧野恵美 小坂和之 泉好太郎 木谷邦臣 小峰隆司 前川恵美子 諏訪裕子 松村真弓 美松艶子 小幡城主 奥平玄蕃頭忠垣:土屋嘉男JAC：藤川聡、卯木浩二、渡辺洋                                            |
| 第18話 | 8月3日        | 生きていた怨霊         | 松本功              | 林宏樹     | お秋:明日香いづみ 北九州男 中村錦司 福本清三 高橋利樹 小船秋夫 三谷真理子JAC：藤川聡、卯木浩二、渡辺洋 |
| 第19話 | 8月10日       | 真夜中の復讐鬼         | 石川孝人            | 太田昭和   | 市之丞:坂東正之助 佐山壱岐守:佐原健二 石橋雅史 秀扇:清水めぐみ 中村錦司 五十嵐義弘 遠山金次郎 波多野博 疋田泰盛 畑中伶一 妹尾友信 武井三二 淡路康 和田昌也 北村明男 山下和哉 幾野美穂 岩戸風摩 斎藤リカJAC：藤川聡、卯木浩二、渡辺洋                                         |
| 第20話 | 8月17日       | 尼僧は俳句で殺せ!      | 松本功 芦沢俊郎     | 太田昭和   | 松井秋風:内田稔 高野真二 堀田真三 笹木俊志 国一太郎 有島淳平 藤沢徹夫 大城泰 池田謙治 西山清孝 星野美恵子 高谷舜二 峰蘭太郎 絹川真智子JAC：藤川聡、卯木浩二、渡辺洋 |
| 第21話 | 8月24日       | 忍者を狩る美女         | 飛鳥ひろし          | 鷹森立一   | おみの:遠藤真理子 お艶の方:水原麻記 曽根晴美 中村孝雄 河合絃司 宮川珠季 大木晤郎 森源太郎 酒井努 井上清和 壬生新太郎 内田ツユミ 矢部義章 小坂和之 椿竜二 松原健司 玉野玲子JAC：藤川聡、卯木浩二、渡辺洋                                                                      |
| 第22話 | 8月31日       | 地獄から来た赤ん坊     | 芦沢俊郎            | 鷹森立一   | 南原宏治 木村弓美 宗方兵馬:南城竜也 黒部進 弘松三郎 北畠頼房:白井滋郎 峰祐介 美松艶子 桂登志子 小谷浩三 司裕介JAC：藤川聡、卯木浩二、渡辺洋 |
| 第23話 | 9月7日        | くノ一最後の挑戦       | 村尾昭              | 岡林可典   | さえ:岡本麗 山岡徹也 中田博久 川浪公次郎 勝野賢三 平沢彰 宮城幸生 遠山金次郎 永田登志雄 波多野博 浅井誠 岡田和範 井川孝 吉田信夫 太郎丸:三上真一郎JAC：藤川聡、卯木浩二、渡辺洋                                                                                              |
| 第24話 | 9月14日       | 影武者の罠             | 志村正浩            | 亀岡正人   | 白崎陣内:和崎俊哉 今泉左近:西沢利明 原口剛 大下哲矢 野口貴史 鈴木康弘 笹木俊志 森源太郎 大矢敬典JAC：藤川聡、卯木浩二、渡辺洋 |
| 第25話 | 9月21日       | 尼御前の陰謀           | 山田隆之 関本郁夫   | 関本郁夫   | ゆき:太田あや子 深江章喜 船戸順 安岡真智子 近江輝子 丘路千 勝野賢三 木谷邦臣 泉好太郎 岡嶋艶子 大矢敬典 松村真弓 周防裕子 平野麻千子JAC：藤川聡、卯木浩二、渡辺洋 |
| 第26話 | 9月28日       | さらば！影の軍団       | 高田宏治 小野竜之助 | 関本郁夫   | 北町嘉朗 小沢象 大前均 林彰太郎 湖条千秋 高並功 阿波地大輔 疋田泰盛 森源太郎 波多野博 宮城幸生 藤沢徹夫 徳永まゆみ 司裕介 細川純一 松坂尚美 玉野玲子 美松艶子 藤長照夫JAC：藤川聡、卯木浩二、渡辺洋                                                                          |

### スタッフIII
- 企画 - 巻幡展男（関西テレビ）・翁長孝雄（東映）
- プロデューサー - 栢原幹・松平乘道・亀岡正人・上阪久和・佐藤公彦
- 制作協力 - サニ千葉エンタープライズ
- オープニング - 『誓い (JACのテーマ)』、作詞：千葉真一、歌：真田広之
  - 戦国自衛隊の落馬シーンが流される
- エンディング - 『砂漠の都会に』、歌：真田広之
  - 第1、2話のみ1番、それ以降は2番が使われている。
- 音楽 - 渡辺茂樹
- 音楽協力 - 菌音楽事務所

### エンディングIII
影の軍団、千愁尼と小笛、おりんとお君らの平素な姿をスタッフロールと共に流している。製作会社表記は千愁尼のカットとなっている。

### 劇伴III
担当した渡辺茂樹の楽曲のほか、千葉真一主演映画『東京-ソウル-バンコック 実録麻薬地帯』（1973年）で荒木一郎の劇伴（ドラムロールをメインにした2つの楽曲）も本シリーズで採用され、各シーズンで流されている。メインテーマにはAタイプとBタイプの2パターンがあり、テンポが遅め（M.M.=115）のロングバージョンがAタイプ。音源は「影の軍団 音楽編」の1-17「忍軍激突」における『オープニング1'44" #2』と、音楽編の1-20「オープニング・テーマ〜サブタイトル」における『(Ⅰ)オープニング1'44" #1』の2つに分けられる（以後それぞれ後者をAタイプ#1、前者をAタイプ#2と区別する）。テンポが速め（M.M.=123）のショートバージョンがBタイプ。音楽編の1-1「オープニングテーマ」における『オープニングM-2 #2』が該当する。殺陣でメインテーマが使用される際は、長めのシーンではAタイプ、短めのシーンではBタイプ、と使い分けられている。『影の軍団III』では専ら殺陣で使われることになる。

### DVDIII
DVD『影の軍団III』の壱巻が2016年8月3日、弐巻が10月5日に販売された。

## 影の軍団IV

### 概要IV
主演：千葉真一、制作：関西テレビ放送・東映。フジネットワークにて1985年4月2日 - 10月1日の火曜日22時から22時54分に全27話構成で、第1話と第27話は90分スペシャルで放送された。『#影の軍団シリーズ』の第4作である。
3年ぶりとなる本作は、当初『影の軍団 完結編』というタイトルで制作発表された。本作から軍団の忍装束には襟・袖のラインに複数の小さな円の金が連なり、頭領（おかしら）の十五代目服部半蔵には肩・袴・脛にも施されて手甲を加えた装束となっている。これは千葉真一がニューヨークで観たバンドのファッションをヒントにアイデアとして出したもの。実際の忍装束には反しているデザインだが、暗闇での戦闘が多い本シリーズには絵的にいいということで取り入れられた。
『#影の軍団III』から始まった頭領が敵の首魁と対峙するときの決め台詞は、本作では十五代目服部半蔵が「名もなく地位無く姿無し。されど、この世を照らす光あらば、この世を斬る影もあると知れ。天魔伏滅！」となった。
第2クールから登場する軍団員や「べんり屋」従業員など、出演者が増えたことで、千葉真一を除き、エピソードにより、軍団員と「べんり屋」従業員の出演が異なっている。

### ストーリーIV
異国船が日本沿岸に続々現れる幕末の混乱の中、幕府は老中・堀田正睦を中心とする開国派と井伊直弼を主軸とする攘夷派に分かれていた。十五代目服部半蔵とその仲間は江戸の街中でそれぞれ暮らしていたが、開国派支持の青年・勝麟太郎を偶然助けたことがきっかけで、伊賀忍者「影の軍団」として、井伊の野望に立ち向かうこととなる。

### 登場人物IV
影の軍団
十五代目服部半蔵：千葉真一伊賀服部家の十五代目で、影の軍団と全国の伊賀衆を束ねる頭領。市井の人々を苦しめる悪を倒すべく、影の軍団を率いる。また、倒幕に関わる事件にも影として関与していく。忍者装束では唯一三連星の鉢金付き頭巾を被り、六尺手拭で鼻と口を覆い、両腕に手甲をはめている。敵に応じて太刀・兜割り（鎧通し）・体術を使い分けて戦う。表の顔は柳橋のよろず屋「べんり屋」で少しドジな人足の半助。いつも白ポニーの五郎が引く馬車に乗りながら、「べんり屋」を宣伝している。語尾に「ござんすよ」をつけて話すのが特徴。孤児になった弥一を引き取り、ゆくゆくは後継者にしようと第11話から育てていく。
さつき：池上季実子（第1話 - 第4話、第7話 - 第10話、第12話、第15話 - 第16話）半蔵の妹。刀や先端に鈴の付いた赤い組紐を使用。表の顔は芸者。勝麟太郎とは相思相愛に近く、お才と張り合う。バンダナ（女性軍団員のみ）とスカーフの色は水色（第1話のみ）と紫（第2話以降）。第16話で忍者としての再修業のため里に帰っていった。これは、演じていた池上が妊娠し降板したため。
あやめ：美保純（第2話、第6話、第10話 - 第12話、第15話 - 第16話、第19話 - 第23話、第27話を除く）さつきの妹分の芸者だが、口やかましく言動・行動が男勝り。精神的にまだ未熟で喜怒哀楽が激しく、やや冷静さに欠ける面がある。戦法は針で急所を刺す、スカーフで首を絞めるなど多種多様。バンダナとスカーフの色は赤。さつきと対照的に退場劇が設けられる事なく降板した。
瓢斎：橋爪功（第4話、第11話 - 第12話、第15話 - 第16話、第19話 - 第20話を除く）参謀格で半蔵とは年齢が近い為タメ口で話す、釵や電流手袋を使用。額は玉付き鉢金着用（男性軍団員のみ）でスカーフの色はグレー。表の顔は「べんり屋」の按摩師兼手相占い師。
菊次：石田純一（第3話、第6話、第8話 - 第9話、第13話 - 第14話、第17話 - 第18話、第21話 - 第22話、第25話、第27話を除く）表の顔は「べんり屋」の行商人。爆弾・薬物のエキスパート。写真を撮るなど、時代の先進的な物にも詳しい。額に鉢金とスカーフの色は紺色（1話）と緑（2話以降）。女にモテル優男で撫で付け髪でいることが多いが、ムシリの町人髷になることもある（第2話、第23話、第26話）。あやめ同様に退場劇が設けられる事なく降板した。
がま八：大葉健二（第5話、第13話 - 第14話、第17話 - 第18話、第21話 - 第22話を除く）スキンヘッドに十字手裏剣を付けた玉付き鉢金をつけ、携帯している仕込み槍で戦う。体術も優れている。スカーフの色はコバルトブルー（1話）と黒（2話以降）。表の顔は「べんり屋」の船頭。月代の鬘を被る（第20話以降）。
善九：伊原剛（第2話、第11話 - 第12話、第15話 - 第16話、第19話 - 第20話、第23話 - 第24話を除く）戦闘では2刀の鎌を使用。額に玉付き鉢金とスカーフの色は白。表の顔は「べんり屋」の飛脚。たまに月代の鬘を被っている（第1話、第7話など）。
お松：澄川真琴（第13話 - 第14話、第17話 - 第18話、第21話 - 第22話、第25話を除く）バンダナとスカーフの色は薄い橙色。表の顔は「べんり屋」の女中。最終話で井伊の屋敷に潜入するが、見つかってしまい大勢の配下に斬られて力尽き死亡。
弥一：岩戸隼人祖父と暮らしていたが、事件を目撃した祖父が邪忍衆に殺されて孤児となり、半蔵が引き取る（第1話）。半蔵はゆくゆく後継者に育てようと考え、忍者としても修行をしていき、髪も短くなった（第11話）。敵に捕捉され囚われて拷問されるも、縄抜けの術で脱出する（第13話）。半蔵と同様の忍装束で敵を撹乱した（第21話）。
お蓮：志穂美悦子（第1話、第6話、第11話 - 第12話、第21話）半蔵に次ぐ副頭領で青色の戦闘服を着用。バンダナとスカーフの色は黒紺色と紺青色（迷彩柄着用時）。主に激動の京（京都）駐在で、べんり屋京都支店にも出入りする、そのために単独行動が多い。鳥追い姿で活動し、仕込み三味線・リボルバー・三味線の撥に付けた分銅付き細い赤い組紐などを使用。
隼太：黒崎輝（第13話 - 第14話、第21話 - 第22話、第27話）元々は隠れ里に住んでいたが、隠れ里を襲われ、義妹のトキと江戸へ逃げてきた後、軍団へ加入。「べんり屋」の飛脚となる。常に刃のついた鎖分銅を携帯している。額に玉付き鉢金とスカーフの色は赤紫。
トキ：千原麻里（第13話 - 第14話、第17話 - 第18話、第21話 - 第22話、第26話 - 第27話）隼太の義妹で、一緒に江戸へ逃げてきた後、軍団加入する。バンダナとスカーフの色は水色。「べんり屋」では飛脚で、男勝りの韋駄天を見せる。
お蝶：MIE（第19話 - 第20話、第22話 - 第23話、第26話 - 第27話）通称はオランダお蝶。うんすんカルタを手裏剣のように使い、極秘任務を主とする。「べんり屋」に来る時は髪結いで現れ、それ以外は飛脚に変装したり、路地でカルタの占いをしている。バンダナとスカーフの色は濃いピンク。
幕府関係者
勝麟太郎：真田広之（第7話、第10話、第16話 - 第17話、第19話、第22話 - 第23話、第25話を除く）幕府の海軍奉行。長い歴史の中で、密かに語り継がれてきた軍団の存在を信じ続け、現れる日を待ち望んでいた。開国し新しい時代をつくるため、事ある毎に柳橋の「べんり屋」に現れ、半蔵に協力を依頼する。志しの大きな青年だが、常に無一文に近い状態で方々に借金をしていて取立てに追われている（第3話）。
井伊直弼：成田三樹夫（第2話、第4話 - 第6話、第9話 - 第11話、第13話、第15話 - 第18話、第21話 - 第25話を除く）幕府最高の権力者。掃部頭。堀田と熾烈な争いにより大老職に就任。開国した張本人であるが、実は再び鎖国を目論んでいる。権力を自らの手中に収めるべくさまざまな陰謀を企て、甲賀衆を配下に使い、半蔵ら伊賀衆に立ちはだかる。江戸市中では井伊の赤鬼と恐れられた。桜田門外の変で元水戸藩士の襲撃を受け死亡するが、それは替え玉であり、本物の井伊は屋敷内に潜伏していた。が、井伊が生きている事を知った半蔵たち伊賀衆の襲撃を受け、半蔵に首を刎ねられ死亡した。
堀田正睦：山本學（第1話、第3話、第7話、第11話、第14話）井伊直弼と大老職を争った麟太郎の師匠。備中守。第14話で井伊が放ったニセ軍団の襲撃により死亡。
村山大蔵：菅貫太郎（第1話、第5話、第7話 - 第8話、第12話、第14話）国事監察目付で井伊の配下。第14話で堀田の暗殺に成功するも束の間、半蔵に首を刎ねられて井伊の祝いの席に送られた。
鬼源源太夫：ストロング金剛（第1話 - 第2話、第8話、第14話、第18話）村山の配下で、怪力の同心。第14話で失態を犯し、村山に見限られてクビになる。その後は髷を落としてスキンヘッドになり、「べんり屋」の人足に転職する。
土井宗清：綿引勝彦（第2話）書院番頭。旗本4千石。勝たち開明派を狙う。槍の使い手。
滝川：奈月ひろ子（第4話、第18話）大奥の将軍付御年寄。勝麟太郎の叔母。将軍後継問題で井伊に蟄居を言い渡される（第18話）。
篤姫：賀田ゆう子（第4話）徳川家定御台所。薩摩藩出身。将軍家後継問題で実家の薩摩が反井伊派のため政争に巻き込まれた。薩摩時代に共に和歌を学んだ想い人の薩摩藩庭方役、古泉万次郎を甲賀頬白衆に監禁され、滝川を通して影に助けを求める。
由良典膳：大出俊（第23話）「安政の大獄」を推進する新任の国事観察総目付。天誅を企む志士を返り討ちにする剣豪で、橋本左内など時代の先駆者を捕縛する冷徹な秀才。容姿淡麗で、己より優れた者を認めないナルシスト。
安藤対馬守：鈴木智（第27話）幕府老中。桜田門外の変で井伊が謀殺された後、幕府を牽引する幕府の実力者。皇女和宮を将軍家茂の正室に迎えることで公武合体を成し遂げ、幕府の威信を保つことを画策する。
幕末関係者
近藤勇：天知茂（第10話）後の新選組局長となる浪人。当エピソード後に半蔵と再び渡り合う事になる旨のナレーションがあったものの、演じた天知の事情からフェードアウトとなった。
坂本竜馬：世良公則（第11話 - 第12話）土佐の脱藩浪士で勝麟太郎の弟子で、倒幕に関わる。蜘蛛が苦手。
高野長英：中野誠也（第19話 - 第20話）入牢していたが、牢に放火して脱獄する。すぐに要注意人物として幕府に指名手配されるも、お蝶に匿われていた。第20話で顔を焼き、名を「沢三伯」と変えて外科医に成り済ますが、命を狙う蜘蛛太夫に首を刎ねられる。
徳川斉昭：中山昭二（第27話）御三家水戸藩藩主。水戸中納言。井伊の政敵。井伊が半蔵ら伊賀衆に殺害された報復として、道雪ら甲賀衆によって水戸藩屋敷内にて殺害された。
島津斉彬：西沢利明（第27話）薩摩藩藩主。薩摩中将。水戸斉昭の同志。

甲賀組
楯岡道雪：亀石征一郎（第4話、第13話、第17話、第25話 - ）公儀お庭番・甲賀衆頭領。半蔵の宿敵。私利私欲のために甲賀衆を使い、時の幕府の支配者である井伊直弼の指示を受けながら、半蔵ら伊賀衆に立ちはだかる。
頬白兵衛：浜田晃（第4話）甲賀衆の一派、頬白組の頭領。一橋派の領袖と目された御台所に揺さぶりをかけるため、古泉万次郎を江戸城御金蔵に監禁する。甲賀に生息する毒草、頬白草を煎じた毒を塗布した吹き矢を使う頬白組を使って、滝川暗殺を企む。

市井の人々
牡丹：樹木希林（第16話 - 第23話を除く）柳橋のよろず屋「べんり屋」の女主人で元祇園の芸者。お狸様を信仰し、信楽焼きの狸を置いている。半蔵を「半公」と虐げているが、実は片思いしている。
お才：范文雀（第1話、第3話、第15話 - 第23話）かつて柳橋で芸者をしており、当時は井伊の馴染みだった。劇中時点では小料理屋「大福」を営んでいる。狐様を信仰し、そのことで牡丹とやりあうことも。第15話で牡丹が長崎の整形手術に行った時、代わりに「べんり屋」の店主を引き受けた。麟太郎に好意を抱き、さつきと張り合う。
千代菊：加納美和（第1話 - 第2話、第5話、第7話）さつきの芸者仲間。
お梅：藤沢ふゆき（第13話 - 第14話、第17話 - 第18話、第21話 - 第22話、第25話）「べんり屋」の女中。お松が休みの時にべんり屋に在籍。（第2話に土井屋敷の女中役で出演。）
ツル：田村奈美（第11話 - 第12話、第15話 - 第16話、第19話 - 第20話、第23話 - 第24話）「べんり屋」の女飛脚。善九とトキが休みの時にべんり屋に在籍。
おみね：加藤由美（第1話、第3話、第15話、第23話）「大福」の女中。
ローラ・ウィップル：ビクトリア・ハースト（第22話）神奈川在中アメリカ領事の娘。親日派の好奇心旺盛なお嬢様。ひょんなことから「べんり屋」の面々と仲良くなる。基本的に英語で話すが、日本語も少し話せる。

### エピソードリストIV
| 話数   | 放送日       | サブタイトル               | 脚本              | 監督     | ゲスト |
| ------ | ------------ | -------------------------- | ----------------- | -------- | --- |
| 第1話  | 1985年4月2日 | 春一番! 燃えて半蔵いま発進 | 高田宏治 松本功   | 牧口雄二 | 三木文之進:遠藤憲一 金井達兵衛:武井三二 小林平馬:伊庭剛 有田勇吉:卯木浩二 浮丸:高橋利道 三鬼:誠吾大志 明日香尚 勇家寛子 仁禮美佐 舞踊振付:藤間紋蔵 岡田和範 笹木俊志 東父岡勇二 白井滋郎 有島淳平 遠山金次郎 森源太郎 徳田興人 牧野因幡守:中村錦司 丘路千 疋田泰盛 白川浩二郎 多聞院鉄山:小沢象 夢幻斉:日野道夫 伍平:岩城力也JAC：稲田龍雄、藤川聰、甲斐道夫                                                                                              |
| 第2話  | 4月9日       | 女の顔が夜光る             | 本田英郎          | 原田雄一 | お島:山本みどり 徳永まゆみ 藤沢ふゆき 志茂山高也 司裕介 風見新八郎:南城竜也 森山主馬:内田勝正 浦路:小沢寿美恵 陶多左衛門:石山律 土井宗清:綿引勝彦JAC：稲田龍雄、藤川聰、甲斐道夫 |
| 第3話  | 4月16日      | 微笑みが殺意を呼ぶ         | 佐藤繁子          | 原田雄一 | 振付:藤間紋蔵 宮城健太郎 稲健二 益田哲夫 福本清三 野呂左文次:磯部勉JAC：稲田龍雄、藤川聰、甲斐道夫 |
| 第4話  | 4月23日      | 大奥からの依頼人           | 中村努            | 太田昭和 | 女房:山田スミ子 篤姫:賀田ゆう子 松岡明美 畑中のり子 春藤真澄 西山清孝 波多野博 大矢敬典 頬白兵衛:浜田晃 古泉万次郎:若尾哲平 滝川:奈月ひろ子JAC：稲田龍雄、藤川聰、甲斐道夫 |
| 第5話  | 4月30日      | 妖精は三度殺られる         | 本田英郎          | 大洲斉   | 近藤小弥太:岩尾正隆 筧蔵人:栗原敏 きくち英一 勝野賢三 白井哲也 タンクロー ルーク・ジョンソン 白井滋郎 福本清三 小坂和之 花柳陽要 舞踊振付:藤間紋蔵 権助:苅谷俊介 鬼島軍十郎:鹿内孝JAC：稲田龍雄、藤川聰、甲斐道夫 |
| 第6話  | 5月7日       | 京の夜は血の香り           | 中村努            | 大洲斉   | 雪:結木恵美 室町公春:堀光昭 山田:高並功 一条知範:小林芳宏 大月正太郎 小船秋夫 窪田弘和 世利ゆかり 壬生新太郎 宮崎博 小峰隆司 泉好太郎 樋ノ口少将:石橋蓮司JAC：稲田龍雄、藤川聰、甲斐道夫 |
| 第7話  | 5月14日      | 黒髪の処刑台               | 高田宏治 山本英明 | 松尾昭典 | 三田村志乃:神保美喜 土呂平:野口貴史 前島法玄:木谷邦臣 戸沢外記:福本清三 細川純一 大矢敬典 奔田陵 小谷浩三 疋田泰盛 加納みゆき 永井千裕 三田村源四郎:峰蘭太郎 おかね:丸平峯子 牧野因幡守:中村錦司 岡野左近:宮口二郎 お大尽:汐路章 奥村瑞竜軒:田中浩 山際栄之助:伊吹剛 お葉:風間舞子JAC：稲田龍雄、藤川聰、甲斐道夫 |
| 第8話  | 5月21日      | 闇にきらめく遊女の群れ     | 志村正浩          | 牧口雄二 | 豆六:小林勇治 平助:小林英治 お常:木島幸 お春:武藤裕子 お久:赤塚歩 お仙:島村美妃 お浜:有栖川淑子 お豊:松村直美 女郎:鈴木真由美 女郎:鈴川法子 下元年世 浜田隆広 木下通博 山田良樹 松野屋徳兵衛:石橋雅史 天六:広瀬義宣 地五郎:重久剛一 お里:芦川よしみ 闇の道鬼:峰岸徹JAC：稲田龍雄、藤川聰、甲斐道夫 |
| 第9話  | 5月28日      | 拾った女に手を出すな       | 本田英郎          | 牧口雄二 | 利助:小峰隆司 東次:福本清三 おこん:奈良富士子 奔田陵 矢部義章 森源太郎 三星東美 上総屋長五郎:山本弘 相模屋宗助:松田明 黒木勘四郎:有川正治 千田主税:川崎公明 水田直忠:西山辰夫 浅見兵太夫:曽根晴美 武蔵屋伝兵衛:川合伸旺JAC：稲田龍雄、藤川聰、甲斐道夫 |
| 第10話 | 6月4日       | 葬式は俺がやる             | 飛鳥ひろし        | 太田昭和 | お美和:佐藤万理 酒井努 川浪公次郎 壬生新太郎 剣持頼母:北町嘉朗 篝伊吾平:黒沢拓 刀根陣十郎:黒部進 城戸白雲斎:長谷川明男 近藤勇:天知茂JAC：稲田龍雄、藤川聰、甲斐道夫 |
| 第11話 | 6月11日      | 龍馬、麟太郎を襲う         | 中村努            | 鷹森立一 | 宮川珠季 小船秋夫 細川純一 藤沢徹夫 益田哲夫 武井三二 奔田陵 富永佳代子 世利ゆかり 和田昌也 大矢敬典 下村多聞:和崎俊哉 町方役人:市川好郎 薬師寺丹波守:草薙幸二郎 坂本龍馬:世良公則JAC：稲田龍雄、藤川聰、甲斐道夫、高良隆志、細目隆 |
| 第12話 | 6月18日      | 地中にうごめく夜の蜘蛛     | 中村努            | 鷹森立一 | 白川浩二郎 有園文香 山田良樹 森源太郎 澤田祥二 井上清和 司裕介 窪田弘和 藤井忠勝 木下通博 石井洋充 夢屋道三:立川光貴 陣内:佐藤京一 坂本龍馬:世良公則JAC：稲田龍雄、藤川聰、甲斐道夫、高良隆志、細目隆 |
| 第13話 | 6月25日      | 女の呪いは悪魔の業         | 本田英郎          | 太田昭和 | 才次:小池雄介 あざみ:小山みゆき 田中行雄 山川哲 谷村義雄 石山忠史 青山稔彦 志茂山高也 高谷舜二 泉好太郎 相馬剛三 西村陽一 新海なつ 弓:金沢碧 東介:久富惟晴JAC：稲田龍雄、藤川聰、甲斐道夫、高良隆志、細目隆 |
| 第14話 | 7月2日       | くの一、殺しの罠           | 志村正浩          | 太田昭和 | 北村明男 平河正雄 小坂和之 白井滋郎 波多野博 タンクロー 大月正太郎 松平和泉守:永野辰弥 戸田采女正:牧冬吉 大久保山城守:近藤宏 日下鉄之助:原口剛 おつね:水原まきJAC：稲田龍雄、藤川聰、甲斐道夫、高良隆志、細目隆 |
| 第15話 | 7月9日       | 狸と狐の嫁入り合戦         | 佐藤繁子          | 原田雄一 | 中島鹿野子 加藤由美 舞踊振付:藤間紋蔵 清水舞子 鈴木真由美 太田かずよ 勇家寛子 竹井広子 下川満子 清水美紀 堀田真三 矢部忠政 疋田泰盛 矢部但馬守:小沢象 伊庭:片岡五郎JAC：稲田龍雄、藤川聰、甲斐道夫、高良隆志、細目隆 |
| 第16話 | 7月16日      | 女忍者、最後の涙           | 本田英郎          | 原田雄一 | 池田謙治 杉欣也 舞踊振付:藤間紋蔵 谷口孝史 壱岐愛香 峰蘭太郎 江原政一 岡田和範 入江武敏 鈴川法子 桑田範子 勇家寛子 井上正之:藤堂新二 井上いく:木村弓美 陶黒道:成瀬正 畑田源八:大下哲矢 大久保武教:有川博 井上孤舟:高松英郎JAC：稲田龍雄、藤川聰、甲斐道夫、高良隆志、細目隆 |
| 第17話 | 7月23日      | 魔女三人江戸を裂く         | 和久田正明        | 牧口雄二 | お玉:三原じゅん子 牛若:木島幸 小萩:稲田弘子 千万:諏訪裕子 勇家寛子 前川恵美子 藤長照夫 小峰隆司 壬生新太郎 浅田裕二 左母次:岩尾正隆 今川左内:野口貴史 東映京都俳優養成所 楢屋円蔵:近藤洋介JAC：稲田龍雄、藤川聰、甲斐道夫、高良隆志、細目隆 |
| 第18話 | 7月30日      | 半蔵の尻に火がついた       | 本田英郎          | 牧口雄二 | お咲:林佳子 五十嵐義弘 東山茂幸 矢部義章 宮崎博 福中勢至郎 大矢敬典 峰の炎:松村康世 雷太:伊藤高 東映京都俳優養成所 滝川:奈月ひろ子 榊原元成:睦五郎JAC：稲田龍雄、藤川聰、甲斐道夫、高良隆志、細目隆 |
| 第19話 | 8月6日       | 凄い女がやって来た         | 山田隆之 中村努   | 大洲斉   | 峰蘭太郎 宮本充 徳田興人 森源太郎 有島淳平 世利ゆかり 富永佳代子 藤沢徹夫 壬生新太郎 小峰隆司 大月正太郎 松原健司 高谷舜二 藤山良 東映京都俳優養成所 蜘蛛太夫:誠吾大志 秀三郎:大木晤郎 薬売り:宮城健太郎 志賀宝生:内田勝正 村山たか女:本阿弥周子 高野長英:中野誠也JAC：稲田龍雄、藤川聰、甲斐道夫、高良隆志、細目隆 |
| 第20話 | 8月13日      | 悪女の首が笑う             | 山田隆之 中村努   | 大洲斉   | 大矢敬典 平河正雄 藤長照夫 池田謙治 小坂和之 小島利一 石川一行 東映京都俳優養成所 高野長英:中野誠也 蜘蛛太夫:誠吾大志 村山たか女:本阿弥周子JAC：稲田龍雄、藤川聰、甲斐道夫、高良隆志、細目隆 |
| 第21話 | 8月20日      | 穴の向うの黄金仮面         | 志村正浩          | 太田昭和 | 笹木俊志 伴勇太郎 藤長照夫 川辺俊行 山本弘 江原政一 窪田弘和 有島淳平 和田昌也 平河正雄 東映京都俳優養成所 二階堂主膳:片桐竜次 義兵衛:長谷川弘 日乃本屋覚全:内田稔 夕子:山口美也子JAC：稲田龍雄、藤川聰、甲斐道夫、高良隆志、細目隆 |
| 第22話 | 8月27日      | 金髪娘は拳銃で勝負         | 本田英郎          | 太田昭和 | 東映京都俳優養成所 疋田泰盛 山田良樹 西山清孝 岡嶋艶子 浅田裕二 司裕介 永田登志雄 鈴川法子 出水憲司 多賀勝 中嶋俊一 河合絃司 藤田知明:大場順 権十:柴田侊彦 黒木玄太夫:勝部演之 武田千枝:岡本舞 ローラ・ウィップル:ビクトリア・ハーストJAC：稲田龍雄、藤川聰、甲斐道夫、高良隆志、細目隆 |
| 第23話 | 9月3日       | 男の中に女が棲む           | 志村正浩          | 松尾昭典 | 中村錦司 湖条千秋 峰蘭太郎 中西宣夫 大月正太郎 波多野博 島田秀雄 有島淳平 白井滋郎 池田謙治 山田良樹 森源太郎 星野美恵子 東映京都俳優養成所 中村紋蔵・舞踊振付:藤間紋蔵 大谷監物:森章二 不矩:阿井美千子 由良典膳:大出俊JAC：稲田龍雄、藤川聰、甲斐道夫、高良隆志、細目隆 |
| 第24話 | 9月10日      | 長崎帰りの整形美人         | 本田英郎          | 松尾昭典 | 小柳圭子 鈴木真由美 井ノ下理恵 白井哲也 泉好太郎 志茂山高也 小谷浩三 小峰隆司 東映京都俳優養成所 周吉:神藤一弘 サエ:明日香尚 番頭:北見唯一 大目付 永井政計:小林勝彦 火盗改一番頭 村尾玄道:大木正司 京屋 お梶:二宮さよ子JAC：稲田龍雄、藤川聰、甲斐道夫、高良隆志、細目隆 |
| 第25話 | 9月17日      | 幻の少女・私を殺さないで   | 志村正浩          | 原田雄一 | お炎:三原世司奈 月丸:友金敏雄 市川青虎 池田謙治 島田秀雄 増田再起 勝山純子 頼成裕理子 富永佳代子 西村陽一 東映京都俳優養成所 おゆみ:竹井みどり 松島:舞小雪 舞踊振付:藤間紋蔵 山倉玄安:藤木孝 大雪:遠藤征慈 お藤:中村明美 柴田了賢:織本順吉JAC：稲田龍雄、藤川聰、甲斐道夫、高良隆志、細目隆 |
| 第26話 | 9月24日      | 消えた十三人の水夫         | 本田英郎          | 原田雄一 | 三浦徳子 西村陽一 司裕介 石井洋充 東映京都俳優養成所 重蔵:小野進也 お浜:北原佐和子 島田伝八郎:伊吹剛 風の幻斉:綿引勝彦JAC：稲田龍雄、藤川聰、甲斐道夫、高良隆志、細目隆 |
| 第27話 | 10月1日      | 大老暗殺! 桜田門の女たち   | 山田隆之          | 太田昭和 | 佐輪:小山みゆき 和泉敬子 松村直美 諏訪裕子 鈴川法子 森源太郎 西村陽一 花柳陽要 酒井雅代 舞踊振付:藤間紋蔵 藤沢徹夫 大月正太郎 志茂山高也 藤長照夫 東映京都俳優養成所 安藤対馬守:鈴木智 大木晤郎 高橋仁 五十嵐義弘 有川正治 徳川斉昭:中山昭二 日下部伊三治:松本朝夫 高橋多一郎:剣持伴紀 松倉五百介:沖田峻一郎 霧女:風間舞子 有村次左衛門:平泉成 火走りの修羅:樋浦勉 島津斉彬:西沢利明 日下部静子:野際陽子JAC：稲田龍雄、藤川聰、甲斐道夫、高良隆志、細目隆 |

### スタッフIV
- 企画 - 巻幡展男（関西テレビ）・泊懋（東映）
- プロデューサー - 栢原幹・岡林可典[注釈 14]（関西テレビ）・松平乘道・清水敬三・亀岡正人[注釈 15]（東映）・佐藤公彦
- アクション・セッティング - JACコマンド
- ナレーター - 久米明（第3話、第9話、第15話、第17話、第21話、第24話を除く）
- 武芸考証 - 初見良昭
- 制作協力 - サニ千葉エンタープライズ

### 音楽IV
- オープニング - 『影の軍団IV メインテーマ』（第1、27話のみロングバージョン）、作曲 ： 渡辺茂樹
- エンディング - 『影』、歌 ： 千葉真一、作詞 : 亀石征一郎、作曲・編曲 : 青木望
- 挿入歌 - 『曠野』(第4話)、作曲・歌 ： 千葉真一、作詞 ： 亀石征一郎、編曲 : 青木望
- 音楽 - 渡辺茂樹（アンクルf）
- 音楽協力 - 薗音楽事務所

### DVDIV
DVD『影の軍団IV』の壱巻が2017年12月6日、弐巻が2018年2月7日にそれぞれ発売され、60分枠で再放送されていた第1話（壱巻）と第27話（弐巻）はノーカットの90分スペシャルで収められている。

## 影の軍団 幕末編

### 概要 幕末編
主演：千葉真一、制作：関西テレビ放送・東映。フジネットワークにて1985年10月7日 - 12月30日の月曜日22時から22時54分に全13話で放送された。『#影の軍団シリーズ』の最終作である。
前作から登場人物と設定が継続しているシリーズ唯一の作品であるが、美保純・石田純一・范文雀は引き続き出演をせず、降板した。

### ストーリー 幕末編
井伊直弼を倒した十五代目服部半蔵と影の軍団だが、新たな敵が立ちふさがる。アメリカ視察から戻ってきた小栗上野介は幕府を守るため、邪忍となった楯岡道雪率いる甲賀組と手を組む。開国した日本の行く末を案じながら、影の軍団は将来に向けて、暗闘を繰り広げていく。

### 登場人物 幕末編
影の軍団
- 十五代目服部半蔵：千葉真一：伊賀服部家の十五代目で、影の軍団と全国の伊賀衆を束ねる頭領[24]。
- お蝶：MIE：「べんり屋」に来る時は髪結いで現れ、それ以外は飛脚に変装したり、路地でカルタの占いをしている。湯舟の里の出身（第2話）。スカーフの色は濃いピンク。
- 隼太：黒崎輝（第3話、第4話、第8話、第12話）：刃のついた鎖分銅を携帯しており、スカーフの色は茶。表の顔は「べんり屋」の飛脚。第12話で絶命する。
- 瓢斎：橋爪功：参謀格で釵や電流手袋を使用。スカーフの色はグレー。表の顔は「べんり屋」の按摩師兼手相占い師。
- がま八：大葉健二：スキンヘッドで、十字手裏剣を付けた鉢金をつけ、携帯している仕込み槍で戦い、体術も優れた忍び。スカーフの色は黒。表の顔は「べんり屋」の船頭で、旅に出るときは月代の鬘を被ることもある。
- 善九：伊原剛：戦闘では2刀の鎌を使用。スカーフの色は白。表の顔は「べんり屋」の飛脚。最終話で甲賀衆とのべんり屋での死闘で弥一を庇って炎の中で死亡。
- トキ：千原麻里：スカーフの色は水色。表の顔は「べんり屋」の飛脚。
- 弥一：岩戸隼人：半蔵が後継者として育てている子供で忍者としても活躍する。
- お蓮：志穂美悦子（第7話、第9話）：半蔵に次ぐ副頭領。主に京都駐在で、べんり屋京都支店にも出入りする。そのために単独行動が多い。鳥追い姿で活動し、仕込み三味線やリボルバーを使用。青色の戦闘服着用。スカーフの色は黒紺色。
- おりょう：浅野ゆう子（第11話、第13話）：龍馬を助ける軍団員。後に龍馬と夫婦となったが、甲賀に龍馬を惨殺され、後追い自決を図ったが半蔵が止められる。甲賀との最終決戦を終えた後、半蔵に「影」を抜けろと直に命じられ、坂本龍馬の妻として余生を送った。スカーフの色は紫紺色。

幕府関係者
- 小栗上野介忠順：夏八木勲（第1話、第5話、第9話、第12話）：勘定奉行兼陸軍奉行。人斬り奉公 死に役を自負し、幕府復興のためには手段を選ばぬ果断な人物。甲賀衆を率いる楯岡道雪の野心を見抜きながらも逆にその力を利用して、斜陽の徳川幕府を立て直すため軍制改革を推し進める。半蔵および伊賀衆とは敵対関係にあるものの、私利私欲で悪だくみをする奸物ではない。第12話で上意により蟄居の身となるが、武士の意地をかけて半蔵と対決する。
- 安藤信睦：鈴木智（第1話、第7話、第11話）：幕府老中筆頭。対馬守。井伊直弼亡き後の幕府の実力者。楯岡道雪および甲賀衆を使って幕府の威信を堅持しようとする。小栗とは違って、道雪の野望には気づいていない。坂下門外で襲撃されるが、鉄砲隊で待ち伏せして浪士隊を退ける。
- 井上河内守：柳川清（第5話）：幕府老中。将軍家茂が上洛したため、江戸城の留守を与る。不穏な動きを見せる薩摩藩に何も言えず、その体たらくぶりを小栗奉行に嘲笑される。
- 佐々木信濃守：田井克幸（第5話）：南町奉行。将軍留守中の江戸を警護する身でありながらも、井上老中同様、事なかれ主義で、小栗に老中ともども腰抜けと言われる。
- 徳川慶喜：佐古雅誉（第12話）：徳川幕府第15代将軍。大政奉還を画策。それに反対論を唱え諌言に及んだ小栗上野介の全ての役職を罷免、蟄居させる。
- 勝麟太郎：真田広之（第3話、第12話、第13話）：幕府の海軍奉行として半蔵に協力を依頼するが、その時々で半蔵と対立する。

幕末関係者
- 芹沢鴨：木村元（第3話）：新撰組芹澤一派を率い、京都で猛威を振るう。
- 高杉晋作：本田博太郎（第4話）：長州藩士。英国大使館を焼き打ちし、火盗改の追及を受ける。
- 伊集院範正：久富惟晴（第5話）：薩摩藩江戸留守居役。薩摩忍の霧島党、日向屋徳兵衛を使い、江戸城乗っ取りを企む。
- 岡田以蔵：江藤潤（第6話）：元土佐藩足軽。妹いえを暴行した上士3名を殺傷して脱藩後、従三位中納言光房に身を寄せ、刺客として動く。人斬りと恐れられた暗殺者。
- 清河八郎：寺田農（第7話）：元庄内藩郷士。倒幕の浪士隊を率いる。亡き妻の面影を芸者・楓ことお蓮に見い出す。浪士狩り隊に追い詰められ、入水自殺を偽装するも、刀の銘でばれ、佐々木に斬殺された。
- 佐々木只三郎：宮内洋（第7話）：御府内見廻方組頭。安藤対馬守直下の刺客。見廻方目付、針尾主膳の指揮の下、苛烈な浪士狩りを断行した。清河八郎を謀殺する。
- 桂小五郎：大橋吾郎（第10話）：長州藩士。蛤御門の変の後、幕府の各機関から指名手配されている。
- 幾松：三浦リカ（第10話）：京都の芸妓。桂小五郎の恋人。平素は見廻組に顔が利く茶人を装うも、実は伊賀の掟で禁じられた幻術を使う伊賀の百地一族首領の玄阿弥に捕まり、拷問されるが桂の居場所は割らなかった。
- 坂本竜馬：世良公則（第11話、第13話）：元土佐藩郷士。脱藩後、勝麟太郎の弟子となり、倒幕に関わる。後におりょうと夫婦になったが・・・・
- 中岡慎太郎：水上保広（第13話）：元土佐藩郷士。京の近江屋で竜馬と次期政権の雛形をまとめているところを甲賀に急襲され、両名とも斬殺される。
- 西郷隆盛：江夏豊（第13話）：薩摩藩士。横死した竜馬の遺志を継ぎ、江戸の街を戦火にさらさないためにも、勝と話し合うことを半蔵に求められ、約束する。

甲賀組
- 楯岡道雪：亀石征一郎（第3話 - 第7話、第9話、第10話を除く）：公儀お庭番・甲賀衆頭領。半蔵の宿敵。私利私欲のために甲賀衆を使い、時の幕府の実力者である安藤対馬守や小栗上野介の指示を受けながら、半蔵ら伊賀衆に立ちはだかる。最終話で半蔵との一騎討ちの末、額を兜割りで突かれ死亡。
- お桐：芦川よしみ（第2話）：甲賀組配下となった「闇の中の主」剣一族のくの一。お蝶の実妹。伊賀湯舟の里の出身。「影」の補充のため湯舟の里を訪れた半蔵を慕う。半蔵に拒まれたため半蔵を憎悪。公儀御庭番成り上がりを企む剣一族の万玄馬に従い、道雪に与する。
- 夢幻堂夢次郎：堀内正美（第4話）：甲賀参組支配。浅草七軒町に”夢幻堂”という骨董品屋を表の顔として営んでいた。火盗改メ、三田村主計より高杉晋作捕縛の命を受ける。幻術の恐ろしさゆえ甲賀組内部でも忌避され、「安政の大獄」の頃は大老井伊の命で学者狩りを行っていた。晋作の捕縛に成功するも影に奪回され、主計もろとも半蔵に敗れる。

市井の人々
- 牡丹：樹木希林：江戸のべんり屋の女主人で元祇園の芸者。お狸様を信仰している。半蔵を「半公」と虐げているが、実は半さんに片思いしている。最終話、甲賀の手によりべんり屋は炎上。ラストで花嫁衣装の姿で、半蔵を追いかけるシーンで終了する。
- お梅：藤沢ふゆき：べんり屋の女中。
- ローラ・ウィップル：ビクトリア・ハースト（第1話）：神奈川在中アメリカ領事の娘。親日派で、好奇心旺盛なお嬢様。べんり屋の面々と仲良くなる。

### エピソードリスト 幕末編
| 話数   | 放送日        | サブタイトル           | 脚本       | 監督     | ゲスト |
| ------ | ------------- | ---------------------- | ---------- | -------- | --- |
| 第1話  | 1985年10月7日 | ヤンキー娘の大冒険     | 本田英郎   | 関本郁夫 | 疋田泰盛 西村陽一 有島淳平 タンクロー 有光豊 丘路千 入江武敏 岡田和範 酒井努 床尾賢一 甲賀の鬼道：宮口二朗 甲賀の左源太：野口貴史 西海屋藤助：永野辰弥 ヒュースケン：テリー・オブライエン オールコック：ウォルター・ニコルス ハリス：ジョー・グレース 渡海屋重兵衛：名和宏 ローラ・ウィップル：ヴィクトリア・ハーストJAC：甲斐道夫、稲田龍雄、高良隆志、得居寿 |
| 第2話  | 10月14日      | 影なきおんなに御用心   | 関本郁夫   | 関本郁夫 | 孫三：澤田祥二 浜田隆広 井上清和 谷口孝史 長田知子 孫次：勝野賢三 茂丸：大念寺誠 源三：大矢敬典 孫市：佐藤京一 佐野屋：汐路章 万玄馬：和崎俊哉 お桐：芦川よしみJAC：甲斐道夫、稲田龍雄、高良隆志、得居寿 |
| 第3話  | 10月21日      | 女は二度燃える         | 下飯坂菊馬 | 原田雄一 | 木谷邦臣 木下通博 福中勢至郎 小谷浩三 荒井真理 白川浩二郎 五十嵐義弘 新橋伸介 東映京都俳優養成所 河合為次郎:堀光昭 山南敬助:川浪公次郎 新見錦:岩尾正隆 おみね:岡幸恵 芹沢鴨:木村元 およし:岸田今日子JAC：甲斐道夫、稲田龍雄、高良隆志、得居寿 |
| 第4話  | 10月28日      | 私が愛したカゲキ派     | 和久田正明 | 原田雄一 | 石井洋充 平河正雄 成枝三郎 土井健守 杉山幸晴 小坂和之 波多野博 笹木俊志 富永佳代子 星野美恵子 東映京都俳優養成所 夢幻堂夢次郎:堀内正美 お袖:野口早苗 三田村主計:藤岡重慶 高杉晋作:本田博太郎 おふじ:宮下順子JAC：甲斐道夫、稲田龍雄、高良隆志、得居寿 |
| 第5話  | 11月4日       | 江戸城を爆破せよ       | 本田英郎   | 関本郁夫 | 女中:勝山純子 江原政一 佐々木信濃守:田井克幸 春藤真澄 山田良樹 東映京都俳優養成所 高並功 広瀬義宣 司裕介 中西宣夫 小松十郎太:堀田真三 井上河内守:柳川清 おみつ:仁和令子 伊集院範正:久富惟晴 日向屋徳兵衛:戸浦六宏JAC：甲斐道夫、稲田龍雄、高良隆志、得居寿 |
| 第6話  | 11月11日      | 右も左もぶっ殺せ       | 鈴木生朗   | 関本郁夫 | 入江慎也 白井滋郎 志茂山高也 東映京都俳優養成所 宮川珠季 田中和子 清家三彦 窪田弘和 お妖:杉本こず江 お幻:三原世司奈 お弓:衣麻遼子 桜小路光房:吉田豊明 念仏堂利兵衛:田中浩 岡田以蔵:江藤潤JAC：甲斐道夫、稲田龍雄、高良隆志、得居寿 |
| 第7話  | 11月18日      | 危険な男の恋文         | 松本功     | 大洲斉   | 諸木淳郎 池田謙治 森源太郎 大矢敬典 美松艶子 山田良樹 小林弥之助:秋間登 田川鋭之進:田中正彦 針尾主膳:原口剛 佐々木唯三郎:宮内洋 清河八郎:寺田農 お蓮:志穂美悦子JAC：甲斐道夫、稲田龍雄、高良隆志、得居寿 |
| 第8話  | 11月25日      | 殺しの鈴は闇に鳴る     | 中村努     | 大洲斉   | 矢部義章 木下通博 小峰隆司 福本清三 伝法三千雄 宮川友成 頼成裕理子 窪田弘和 西村陽一 奔田陵 手品指導:堀たま美 東映京都俳優養成所 伊助:関時男 村上文蔵:野上哲矢 石川拓馬:妹尾和夫 藤木平四郎:大木晤郎 山田精一郎:下元年世 小森又市:重久剛一 山中義信:遠藤征慈 羅門和上:北村総一朗 お春:安奈淳JAC：甲斐道夫、稲田龍雄、高良隆志、得居寿                          |
| 第9話  | 12月2日       | 哀しき宿命女戦士たち   | 本田英郎   | 太田昭和 | さえ:長谷川真砂美 宮城幸生 細川純一 森下鉄朗 泉好太郎 和田昌也 藤長照夫 東映京都俳優養成所 五郎太:村田雄浩 大原軍兵衛:浜田晃 甲賀の刀斎:三好鉄生 お蓮:志穂美悦子JAC：甲斐道夫、稲田龍雄、高良隆志、得居寿 |
| 第10話 | 12月9日       | 逃がし屋は鬼の棲み家   | 鈴木生朗   | 太田昭和 | おもん:諏訪裕子 卯木浩二 東山茂幸 村上潤 東映京都俳優養成所 笹木俊志 大矢敬典 白井滋郎 小坂和之 川辺俊行 浜田隆広 川浪公次郎 田中弘史 五十嵐義弘 幾松:三浦リカ 玄阿弥:松橋登 桂小五郎:大橋吾郎JAC：甲斐道夫、稲田龍雄、高良隆志、得居寿 |
| 第11話 | 12月16日      | 密偵の愛・らあぶ・ゆう | 中村努     | 関本郁夫 | 坂本龍馬:世良公則 嘉平次:崎津隆介 諸角憲一 芝本正 荻原郁三 深水三章 宮川珠季 谷口孝史 友金敏雄 振付:藤間紋蔵 司裕介 福本清三 京都弁指導:勝山純子 薩摩弁指導:椿竜二 東映京都俳優養成所 蔵人:曽根晴美 おりょう:浅野ゆう子 花吉:原田美枝子JAC：甲斐道夫、稲田龍雄、高良隆志、得居寿                                                                               |
| 第12話 | 12月23日      | サムライ、荒野の落日   | 本田英郎   | 関本郁夫 | 蓑和田良太 有島淳平 藤沢徹夫 西村陽一 大須賀昭人 徳川慶喜:佐古雅誉 稲葉正邦:国一太郎 権十:白川浩二郎 板倉勝静:徳田興人 甲賀の玄太夫:八名信夫 園田大膳:中田博久 鈴鹿のたか:風祭ゆき 千賀:蜷川有紀JAC：甲斐道夫、稲田龍雄、高良隆志、得居寿 |
| 第13話 | 12月30日      | 影は永遠に!            | 鈴木生朗   | 太田昭和 | 坂本龍馬:世良公則 振付:藤間紋蔵 土佐弁指導:宮川珠季 薩摩弁指導:椿竜二 京都弁指導:勝山純子 銅鬼:細川純一 盤鬼:木下通博 花魁:鈴川法子 東映京都俳優養成所 助左:関根大学 岩鬼:村上潤 油日甚三:西村陽一 源七:木谷邦臣 中岡慎太郎:水上保広 藤次:野口貴史 藤吉:五十嵐義弘 井筒屋:西田良 西郷隆盛:江夏豊 おりょう:浅野ゆう子JAC：甲斐道夫、稲田龍雄、高良隆志、得居寿  |

### スタッフ 幕末編
- 企画 - 巻幡展男（関西テレビ）・泊懋（東映）
- プロデューサー - 岡林可典（関西テレビ）・松平乘道・清水敬三・亀岡正人（東映）・佐藤公彦
- アクション・セッティング - JACコマンド
- ナレーター - 久米明
- 武芸考証 - 初見良昭
- 制作協力 - サニ千葉エンタープライズ

### 音楽 幕末編
- オープニング - 『影の軍団IV メインテーマ』、作曲 ： 渡辺茂樹
- エンディング - 『影』、歌 ： 千葉真一、作詞 : 亀石征一郎、作曲・編曲 : 青木望
- 音楽 - 渡辺茂樹（アンクルf）
- 音楽協力 - 薗音楽事務所

### DVD 幕末編
DVD『影の軍団 幕末編』は2018年4月11日が発売された。

## 影の軍団シリーズ

### シリーズ（概要）
『服部半蔵 影の軍団』を皮切りに、1981年の『影の軍団II』（全26話）、1982年の『影の軍団III』（全26話）、1985年の『影の軍団IV』（全27話）、1985年の『影の軍団 幕末編』（全13話）とシリーズ化されたテレビ時代劇である。千葉真一を主演に迎えた全シリーズは、千葉と彼が率いるジャパンアクションクラブ（JAC）の躍動感あふれるダイナミックなアクションと質の高いドラマ構成により、社会現象を巻き起こすほどの熱狂的な人気を誇った。作品ごとに時代・舞台設定や登場人物は異なるが、千葉演じる伊賀忍者の頭領（おかしら）率いる影の軍団が御庭番の甲賀組や様々な敵と戦い、権力にへつらうことなく対抗するモチーフは共通している。忍者を演じる必要上、JACの俳優が多く配役された。千葉と同様に樹木希林はシリーズ通して登場し、一貫してお人好しの下ネタ好きで、千葉扮する主人公に片思いという役どころとなっている。

### 評価
能村庸一は「1980年代の傑作シリーズ」、春日太一は「千葉真一がその身体能力を存分に活かしたド迫力の殺陣を見せている。千葉は海外からワイヤーアクションやトランポリンを導入し、彼が率いるジャパンアクションクラブを東映京都撮影所に連れていった。時代劇の殺陣にアクション・スタントを持ち込み、これまで表現できなかったアクロバティックな動きを表現している。これらを前面に押し出した本シリーズは、ビジュアル面やドラマとしての描き方も含めて、『忍者もの』の完成形を作った」と、それぞれ評している。
その要因を東映プロデューサーの翁長孝雄は「吹き替えのないスタントの魅力」と一言で表現している。関西テレビプロデューサーの岩崎義は「現代の価値観とは異なり、他人のために死ぬことを表現できる時代劇で忍者という虐げられた人々の怒り、悲しみ、非情な権力への憤りがベースにあったから、抵抗なく感情移入されたのではないか」と振り返っている。

### 影響（シリーズ）
国内ではプロゴルファー・尾崎将司、海外ではクエンティン・タランティーノ、アメリカの新聞王ウィリアム・ランドルフ・ハーストの孫娘でパトリシア・ハーストの妹であるビクトリア・ハーストが熱狂的なファンでいる。ハーストは『影の軍団IV』、『影の軍団 幕末編』に出演。タランティーノは2003年の映画『キル・ビル』に半蔵役の千葉真一とがま八役の大葉健二をキャスティングしている。

### 劇伴（シリーズ）
担当した渡辺茂樹の楽曲のほか、千葉真一主演映画『東京-ソウル-バンコック 実録麻薬地帯』（1973年）で荒木一郎の劇伴（ドラムロールをメインにした2つの楽曲）も本シリーズで採用され、各シーズンで流されている。『影の軍団II』から、渡辺が担当した映画『仕掛人梅安』の音楽も使われるようになった。

## 舞台
1987年には、大阪府中座で『千葉真一奮闘公演・影の軍団』として、舞台化された。

## 媒体
全シリーズのDVDボックスも販売された。主題歌はレコードとして発売されているが、劇中に使われた音源はアルバムとして発売されている。
- オリジナル・サウンドトラック 影の軍団（1986年）
- 影の軍団 音楽編（1998年）

## 新 影の軍団シリーズ
2003年には千葉真一が初代服部半蔵を演じた映画『新・影の軍団シリーズ』が封切り公開された。

## 放映ネット局
系列は放送終了時点のもの。
| 放送対象地域  | 放送局         | 系列                                         | ネット形態             | 備考 |
| ------------- | -------------- | -------------------------------------------- | ---------------------- | --- |
| 近畿広域圏    | 関西テレビ     | フジテレビ系列                               | 制作局                 | |
| 関東広域圏    | フジテレビ     | フジテレビ系列                               | 同時ネット             | |
| 北海道        | 北海道文化放送 | フジテレビ系列                               | 同時ネット             | |
| 青森県        | 青森テレビ     | TBS系列                                      | 遅れネット             | |
| 岩手県        | テレビ岩手     | 日本テレビ系列                               | 遅れネット             | |
| 宮城県        | 仙台放送       | フジテレビ系列                               | 同時ネット             | |
| 秋田県        | 秋田テレビ     | フジテレビ系列 テレビ朝日系列                | 遅れネット             | 1981年3月まではフジテレビ系単独加盟局 |
| 山形県        | 山形テレビ     | フジテレビ系列                               | 同時ネット             | |
| 福島県        | 福島テレビ     | フジテレビ系列                               | 同時ネット             | 1983年3月まではTBS系列とのクロスネット局 |
| 新潟県        | 新潟放送       | TBS系列                                      | 遅れネット             | 『服部半蔵 影の軍団』のみ |
| 新潟県        | 新潟総合テレビ | フジテレビ系列                               | 遅れネット →同時ネット | 1981年3月までは日本テレビ系列とのトリプルネット局 1983年9月まではテレビ朝日系列とのクロスネット局 『影の軍団II』・『…III』は遅れネット、『…IV』、『… 幕末編』は同時ネット |
| 長野県        | 長野放送       | フジテレビ系列                               | 同時ネット             | |
| 山梨県        | テレビ山梨     | TBS系列                                      | 遅れネット             | |
| 静岡県        | テレビ静岡     | フジテレビ系列                               | 同時ネット             | |
| 富山県        | 富山テレビ     | フジテレビ系列                               | 同時ネット             | |
| 石川県        | 石川テレビ     | フジテレビ系列                               | 同時ネット             | |
| 福井県        | 福井テレビ     | フジテレビ系列                               | 同時ネット →遅れネット | 『…幕末編』も火曜22時からの放送で遅れネット。制作局での放送時間である月曜22時は、 毎日放送制作の『世界まるごとHOWマッチ』の遅れネットを行なっていた。                     |
| 中京広域圏    | 東海テレビ     | フジテレビ系列                               | 同時ネット             | |
| 島根県 鳥取県 | 山陰中央テレビ | フジテレビ系列                               | 同時ネット             | |
| 岡山県 香川県 | 岡山放送       | フジテレビ系列                               | 同時ネット             | |
| 広島県        | テレビ新広島   | フジテレビ系列                               | 同時ネット             | |
| 山口県        | テレビ山口     | TBS系列 フジテレビ系列                       | 同時ネット             | |
| 徳島県        | 四国放送       | 日本テレビ系列                               | 遅れネット             | |
| 愛媛県        | テレビ愛媛     | フジテレビ系列                               | 同時ネット             | |
| 高知県        | テレビ高知     | TBS系列                                      | 遅れネット             | |
| 福岡県        | テレビ西日本   | フジテレビ系列                               | 同時ネット             | |
| 佐賀県        | サガテレビ     | フジテレビ系列                               | 同時ネット             | |
| 長崎県        | テレビ長崎     | フジテレビ系列 日本テレビ系列                | 遅れネット             | |
| 熊本県        | テレビ熊本     | フジテレビ系列 テレビ朝日系列                | 同時ネット             | 1982年3月までは日本テレビ系列とのトリプルネット局 |
| 大分県        | テレビ大分     | フジテレビ系列 日本テレビ系列 テレビ朝日系列 | 遅れネット             | |
| 宮崎県        | テレビ宮崎     | フジテレビ系列 日本テレビ系列 テレビ朝日系列 | 遅れネット             | |
| 鹿児島県      | 鹿児島テレビ   | フジテレビ系列 日本テレビ系列                | 遅れネット             | 1982年9月まではテレビ朝日とのトリプルネット局 |
| 沖縄県        | 沖縄テレビ     | フジテレビ系列                               | 遅れネット             | |